# Lista zamachów terrorystycznych w 2009

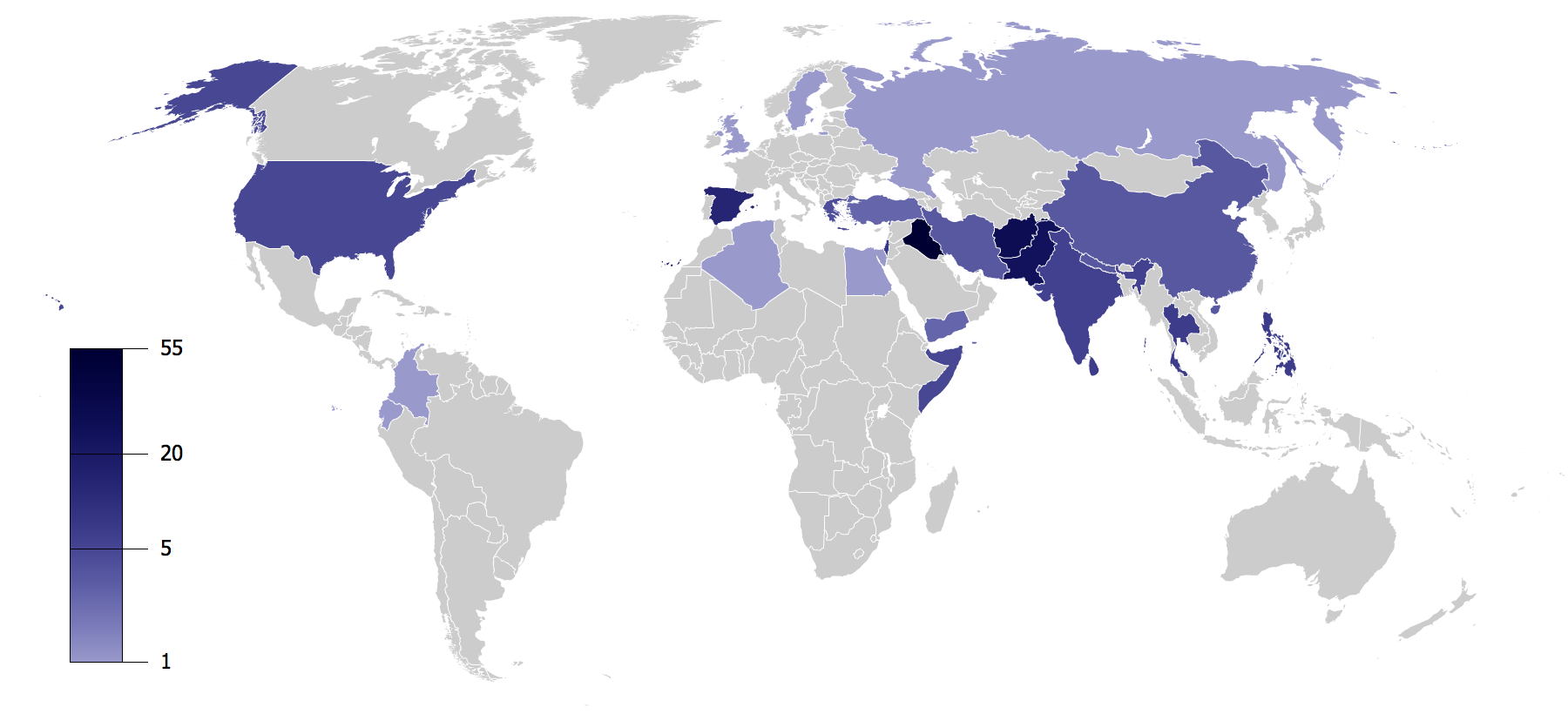
Incydenty terrorystyczne na świecie (styczeń-czerwiec 2009)

Poniższe zestawienie prezentuje zamachy terrorystyczne w roku 2009. Departament Stanu USA podał w corocznym Country Reports on Terrorism, że w 2009 roku na świecie doszło do 11 tysięcy ataków terrorystycznych w 83 państwach, w których zginęło ponad 15 700 osób, co oznacza spadek liczby ataków o 6% i liczby ofiar śmiertelnych o 5% w stosunku do roku 2008; raport stwierdza, że najgroźniejszą organizacją terrorystyczną spiskującą przeciw USA jest rdzeń Al-Ka’idy bazujący w Pakistanie.

## Styczeń
| Data         | Zabici | Ranni  | Lokalizacja          | Opis |
| ------------ | ------ | ------ | -------------------- | --- |
| 1 stycznia   | 0      | 0      | Hebron               | Palestyńczycy zdetonowali bombę obok żydowskiego samochodu. |
| 1 stycznia   | 5      | 50     | Guwahati, Asam       | Seria trzech eksplozji na krótko przed przybyciem ministra spraw wewnętrznych Indii. Ładunki wybuchowe przymocowano do pozostawionych w publicznych miejscach rowerów oraz umieszczono w koszach na śmieci.                                                                                     |
| 1 stycznia   | 20     | 0      | Musa Qala, Helmand   | Zamach na gubernatora prowincji. Przy drodze z okręgu Kajaki do Musa Qala przygotowana została zasadzka, w której zginęło 20 ochroniarzy gubernatora. Sam szef prowincji nie ucierpiał. |
| 1 stycznia   | 4      | 16     | Khar                 | Atak terrorystyczny przed siedzibą policji w Khar, podczas spotkania starszyzny plemiennej. |
| 2 stycznia   | 4      | 37     | Kolombo              | Samobójczy atak Tamilów przed główną kwaterą powietrznych sił armii lankijskiej. Wiadomość o eksplozji nadeszła, po zdobyciu stolicy Tamilskich Tygrysów, Kilinochchi, przez wojska rządowe. |
| 2 stycznia   | ok. 30 | 110    | Jusifija k. Bagdadu  | Zamachowiec-samobójca wysadził się w powietrze podczas narady plemiennej sunnickiego ugrupowania Sahwa, walczącego z Al-Ka’idą. |
| 2/3 stycznia | 0      | 7      | / Mitrowica          | Dwie eksplozje, pierwsza ok. 22.00, druga kilka minut po północy. Ranni zostali strażacy gaszący pożar. |
| 3 stycznia   | 0      | 3      | Kolombo              | Kolejny zamach tamilskich rebeliantów w stolicy Sri Lanki. |
| 4 stycznia   | ok. 40 | ok. 60 | Bagdad               | Zamach był skierowany w irackich szyickich pielgrzymów. Zamachowiec-samobójca ok. godziny 9 czasu polskiego wmieszał się w tłum pielgrzymów po czym odpalił ładunek wybuchowy. |
| 4 stycznia   | 7      | 28     | Dera Ismail Khan     | Zamachowiec zdetonował ładunek w pobliżu posterunku w którym znajdowali się ranni z pierwszego wybuchu sprzed paru minut. |
| 5 stycznia   | 0      | 1      | Ateny                | Dwóch bandytów, uzbrojonych w karabiny kałasznikow, ostrzelało grupę policjantów znajdujących się przed budynkiem ministerstwa kultury w centrum Aten. Ranny w ataku policjant został przewieziony do szpitala. W poszukiwaniu snajperów zamknięto część miasta; w efekcie zatrzymano 72 osoby. |
| 8 stycznia   | 0      | 1      | Ma'aleh Adumim       | Palestyńczyk próbował wysadzić w powietrze stację benzynową. Atak udaremniła ochrona stacji. Jedna osoba została ranna. |
| 8 stycznia   | 5      | 8      | Dżalawla, Dijala     | W wyniku eksplozji dwóch ładunków wybuchowych zginęło pięciu irackich żołnierzy, a ośmiu odniosło obrażenia. |
| 8 stycznia   | 3      | 20     | Maywand, Kandahar    | W terrorystycznym ataku zginęło dwóch amerykańskich żołnierzy i afgański cywil, a ponad 20 osób odniosło rany. |
| 8 stycznia   | 1      | 2      | Khuzdar, Balochistan | Jedna osoba zginęła, a dwie odniosły rany, gdy zamachowiec-samobójca wysadził się w powietrze, jadąc motocyklem. |
| 9 stycznia   | 12     | 20     | Zarajn, Nimroz       | Zamachowiec-samobójca wszedł pomiędzy ludzi na targu robiących zakupy, po czym odpalił ładunki wybuchowe. |
| 12 stycznia  | 7      | 25     | Bagdad               | Eksplozja 6 bomb w różnych dzielnicach Bagdadu. Wśród zabitych są trzej żołnierze Iraku. |
| 14 stycznia  | 1      | 15     | Sui                  | Eksplozja bomby zabija i rani 15 wojskowych Pakistanu. |
| 14 stycznia  | 21     | ?      | Mogadiszu            | Zamach na wycofujących się oddziałów wojsk etiopskich z Mogadiszu. |
| 15 stycznia  | 6      | 2      | Bardhere Town        | Cywile ofiarami bombowego zamachu, przeprowadzonego przez somalijskich talibów. |
| 17 stycznia  | 4      | 13     | Kabul                | Zamach samobójczy w Kabulu przed ambasadą Niemiec. Ofiary to cywile. |
| 18 stycznia  | 5      | 20     | Qaiyara k. Mosulu    | Ofiary zamachu to liderzy okręgowych partii sunnickich. |
| 18 stycznia  | 0      | 4      | Herat                | Atak talibów, czterech rannych cywili. |
| 20 stycznia  | 2      | 2      | Kandahar             | Dwóch zabitych policjantów po eksplozji bomby umieszczonej na motocyklu. |
| 21 stycznia  | 4      | 10     | Bagdad               | Wybuch samochodu-pułapki pod Islamskim Uniwersytetem w Bagdadzie. |
| 24 stycznia  | 14     | 30     | Mogadiszu            | Bomba zabiła 13 cywilów i jednego policjanta. |
| 24 stycznia  | 6      | 13     | Jarma                | Eksplozja samochodu-pułapki w Jarmie na północ od Bagdadu. Ofiary to policjanci. |
| 25 stycznia  | 1      | 8      | Samkanai, Paktia     | Zamachowiec-samobójca wysadził się w powietrze na zatłoczonym rynku. Celem zamachowca miała być grupa wojskowych, robiących w tym czasie zakupy na rynku. |
| 26 stycznia  | 5      | ?      | Dera Ismail Khan     | Wybuch bomby umieszczonej na rowerze na placu pełnym ludzi. |
| 27 stycznia  | 2      | 5      | Kissufim             | Palestyńczycy zdetonowali bombę podczas przejazdu izraelskiego konwoju. Zginął izraelski żołnierz i palestyński bojownik. Do ataku przyznała się organizacja Dżihad i Brygada Tahid, która jest powiązana z Al-Ka’idą.                                                                          |
| 28 stycznia  | 2      | 4      | Bogota               | Wybuch bomby podłożonej przez nieznanych sprawców, nieopodal luksusowej restauracji. |

## Luty
| Data      | Zabici | Ranni | Lokalizacja              | Opis |
| --------- | ------ | ----- | ------------------------ | --- |
| 1 lutego  | 1      | 3     | Kabul                    | Zamachowiec-samobójca wysadził się w powietrze rano w pobliżu konwoju wojsk koalicji w Kabulu. Rannych zostało dwóch cywilów i wojskowy, a także zginął jeden cywil.             |
| 2 lutego  | 22     | 8     | Tirin Kot, Oruzgan       | W wybuchu bomby zginęło 22 policjantów. |
| 3 lutego  | 4      | 24    | Kolombo                  | Tamilowie zdetonowali bombę umieszczoną w autobusie przewożącym lankijskich żołnierzy.                                                                                           |
| 4 lutego  | 1      | 4     | Bagdad                   | Wybuch bomby w zachodniej części stolicy Iraku zabił syna członka Rady sunnickiej partii Awakening.                                                                              |
| 5 lutego  | 15     | 15    | Khaniqin, Dijala         | Eksplozja w restauracji w której zginęło 15 osób, a innych piętnastu odniosło rany.                                                                                              |
| 5 lutego  | 33     | 50    | Dera Ghazi Khan, Pendżab | Wybuch bomby w pobliżu przystanku autobusowego, gdy wierni szyici szli do meczetu na modlitwę. Zginęły 33 szyitów, rannych zostało 50.                                           |
| 7 lutego  | 0      | 3     | Lima                     | Nieudany zamach na sprawującą urząd Prokuratora Generalnego Peru Gladys Echaiz                                                                                                   |
| 7 lutego  | 0      | 1     | / Orchosani              | Zamach w osetyjskiej miejscowości Orchosani. Ranny został gruziński obywatel. |
| 8 lutego  | 2      | 11    | Bagdad                   | W wybuchu przydrożnej bomby w Bagdadzie w dzielnicy al-Kahira zginęło dwóch pielgrzymów, a 11 zostało rannych.                                                                   |
| 8 lutego  | 4      | ?     | Nad Ali, Helmand         | W wybuchu przydrożnej bomby zginęło 2 żołnierzy USA, afgański policjant i współpracujący z żołnierzami USA tłumacz.                                                              |
| 9 lutego  | 30     | 90    | Vishvamadu               | Kobieta z Tamilskich Tygrysów zdetonowała bombę w obozie dla uchodźców. |
| 9 lutego  | 0      | 0     | Madryt                   | Eksplozja w której nikt nie ucierpiał wykonana przez rebeliantów z ETA. |
| 9 lutego  | 6      | 3     | Mosul                    | W zamachu samobójczym zginęli czterej żołnierze amerykańscy oraz tłumacz i cywil.                                                                                                |
| 11 lutego | 16     | 45    | Bagdad                   | Do podwójnego zamachu doszło w południowo-zachodnim Bagdadzie w dzielnicy Bajaa. Zginęło 16 osób.                                                                                |
| 11 lutego | 26     | 57    | Kabul                    | Ataki talibów m.in. na Ministerstwo Sprawiedliwości oraz Ministerstwo Oświaty.                                                                                                   |
| 12 lutego | 4      | 3     | Mosul                    | Czterej iraccy policjanci zginęli w wybuchu samochodu-pułapki. |
| 12 lutego | 35     | 65    | Karbala                  | Wybuch przydrożnej pułapki minowej niedaleko mauzoleum imama Husajna. Zginęli szyiccy pielgrzymi, którzy przybyli do Karbali z okazji Święta Aszury.                             |
| 13 lutego | 40     | 80    | Iskandria k. Bagdadu     | Atak samobójczyni na pielgrzymów udających się do Karbali w Iskandrii, 40 kilometrów na południe od Bagdadu.                                                                     |
| 13 lutego | 7      | 1     | Foum Al-Metleg           | W zdetonowanej bombie zginęło 7 cywilów. |
| 14 lutego | 0      | 5     | Kandahar                 | Atak na konwój wojsk kanadyjskich. Ranni żołnierze. |
| 14 lutego | 1      | 13    | Puliyankulam             | Atak tamilskich rebeliantów na autobus przewożący uchodźców. |
| 16 lutego | 8      | 13    | Bagdad                   | Podwójny zamach bombowych w Bagdadzie. Zginęło osiem osób, a trzynaście zostało rannych. Do ataków doszło na terytorium dwóch szyickich dzielnicach Bagdadu.                     |
| 18 lutego | 0      | 0     | Ateny                    | Grecka policja udaremniła próbę zamachu bombowego na biura Citibanku na przedmieściach Aten. Rozbrojono ładunek, umieszczony w samochodzie, zaparkowanym tuż przed biurem banku. |
| 18 lutego | 0      | 0     | Zahedan                  | Wybuch w meczecie, prawdopodobnie nie spowodował ofiar. |
| 19 lutego | 4      | 2     | Balad Ruz                | W eksplozji bomby zginęli iraccy żołnierze. Także oni zostali ranni. |
| 20 lutego | 30     | 60    | Dera Ismail Khan         | Zamach samobójczy podczas pogrzebu szyity w pakistańskim Dera Ismail Khan. |
| 20 lutego | 3      | 2     | Bagdad                   | W wyniku eksplozji zginęła kobieta i dwoje dzieci, a dwóch policjantów zostało rannych.                                                                                          |
| 22 lutego | 0      | 0     | Barakaldo                | Bomba zdetonowana przez rebeliantów ETA. Nikt nie ucierpiał w ataku. |
| 22 lutego | 1      | 23    | Kair                     | W ataku terrorystycznym w turystycznej dzielnicy Kairu zginęła 17-letnia obywatelka Francji. 23 osoby zostały ranne.                                                             |
| 22 lutego | 13     | 15    | Mogadiszu                | Atak przeprowadzony przez ugrupowanie Al-Shabaab. M.in. zginęło 11 żołnierzy z Burundi wchodzący w skład sił pokojowych Unii Afrykańskiej w Somalii.                             |
| 24 lutego | 5      | 0     | Helmand                  | W wybuchu bomby zginęło 4 żołnierzy USA i afgański cywil |
| 25 lutego | 2      | 8     | Kandahar                 | Zamachowiec-samobójca wysadził się na motocyklu. Zginęło dwóch cywilów, 3 rannych i 5 żołnierzy afgańskich.                                                                      |
| 27 lutego | 0      | 0     | Thoubal                  | Wybuch bomby w budynku kongresu dystryktu Thoubal. Nikt nie ucierpiał. |
| 28 lutego | 4      | 6     | Bagdad                   | Eksplozja bomby w sunnickiej zachodniej części Bagdadu. Wśród ofiar oficer policji.                                                                                              |

## Marzec
| Data     | Zabici | Ranni  | Lokalizacja               | Opis |
| -------- | ------ | ------ | ------------------------- | --- |
| 1 marca  | 1      | 6      | Jalalabad                 | Samochód-pułapka wysadził się w powietrze pobliżu konwoju wojsk USA w Jalalabadzie. Zginął cywil, innych sześciu cywili zostało rannych. |
| 1 marca  | 1      | 5      | Bissau                    | Zamach w którym zginął generał wojsk Gwinei Bissau Tagme Na Waie. W wyniku tego zamachu 2 marca dokonano zamachu stanu na obarczonego odpowiedzialnością za śmierć generała prezydenta Gwinei Bissau João Bernardo Vieira, który nie przeżył puczu.                             |
| 2 marca  | 4      | 5      | Balochistan               | Bomba zdetonowana niedaleko islamskiego seminarium. |
| 3 marca  | 7      | 9      | Lahore                    | W zamachu (o godz. 08:40 czasu pakistańskiego, 4:40 polskiego) w Lahaur na wschodzie Pakistanu zginęło osiem osób. Zamach był wymierzony w autokar przewożący lankijską drużynę krykietową udającą się na stadion.                                                              |
| 3 marca  | 1      | 9      | Dijala                    | Eksplozja dwóch bomb w prowincji Dijala obok posterunku policji. |
| 4 marca  | 3      | 2      | Kandahar                  | Bomba zdetonowana w pobliżu kanadyjskiego patrolu. Zginęli 3 kanadyjscy żołnierze. |
| 4 marca  | 3      | 10     | Bagdad                    | Eksplozja koło patrolu policji. |
| 5 marca  | 12     | 56     | Hilla                     | Wybuchu samochodu-pułapki na jarmarku w prowincji Babil, na południe od Bagdadu. |
| 5 marca  | 2      | 7      | Mosul                     | W eksplozji bomby zginął jeden żołnierz Iraku i cywil. Ranni to też cywile. |
| 7 marca  | 8      | 15     | Peszawar                  | Podczas patrolu ulic Peszawaru policjanci zobaczyli, że w jednym samochodzie znajdują się ludzkie zwłoki. By skontrolować samochód podeszli do niego, po czym pojazd wysadził się w powietrze. Wśród zabitych byli policjanci i żołnierze. 15 innych osób zostało rannych.      |
| 7 marca  | 2      | 4      | Antrim, Irlandia Północna | Do strzelaniny w której agresorem według władz jest Irlandzką Armię Republikańską (IRA) doszło nieopodal bazy Massereene, gdzie stacjonuje brytyjski 38 regiment saperów, ok. 21:20 czasu miejscowego. Zginęło dwóch brytyjskich żołnierzy, 4 osoby zostały ranne, w tym Polak. |
| 8 marca  | 28     | 57     | Bagdad                    | Zamach miał miejsce na wschodzie Bagdadu, gdzie jadący na motorowerze zamachowiec-samobójca wysadził się w powietrze koło Akademii Policyjnej. |
| 10 marca | 33     | 10     | Bagdad                    | Do zamachu doszło w dzielnicy Abu Ghraib na zatłoczonym targowisku. Ofiarami zamachu żołnierze, policjanci i dziennikarze. |
| 10 marca | 0      | 9      | Mosul                     | Rannych zostało 9 cywili w tym dziecko. |
| 10 marca | 14     | 41     | Akuressa                  | W zamachu na północy Cejlonu zginęło 14 osób, a 41 zostało rannych. Wśród rannych znalazł się jeden z lankijskich ministrów. |
| 10 marca | 4      | 6      | Helmand                   | Wybuch bomby przydrożnej; wszystkie ofiary to cywile. |
| 11 marca | 3      | 0      | Mogadiszu                 | Wybuch przydrożnej bomby w stolicy Somalii. |
| 14 marca | 2      | 0      | Dera Ismail Khan          | W ataku terrorystów zginęli dwaj policjanci. |
| 15 marca | 4      | 0      | Nangarhar                 | W wybuchu pułapki minowej zginęło 4 żołnierzy USA. |
| 15 marca | 2      | 14     | Kabul                     | W wybuchu bomby niedaleko patrolu NATO, zginęło dwóch afgańskich cywilów, a 14 zostało rannych. |
| 15 marca | 5      | 4      | Szibam                    | W mieście Szibam (zwanym Manhattanem pustyni), życie straciło w wyniku zamachu czworo turystów – prawdopodobnie z Korei Południowej, i jeden Jemeńczyk. |
| 16 marca | 11     | 29     | Laszkar Gah, Helmand      | Zamach koło posterunku policji. Zginęło 11 mundurowych. |
| 16 marca | 8      | 17     | Rawalpindi                | Eksplozja bomby na przystanku autobusowym. |
| 18 marca | 1      | 0      | Sana                      | Wybuch bomby nieopodal koreańskiej ambasady |
| 18 marca | 1      | 12     | New Jalpaiguri            | W wyniku detonacji ładunku wybuchowego zginęła jedna osoba, a 12 zostało rannych. |
| 19 marca | 4      | 8      | Kandahar                  | W zamachu zginęli czterej kanadyjscy żołnierze, 8 rannych. |
| 19 marca | 4      | 0      | l Kabul                   | Bomba w stolicy Afganistanu zabiła cztery osoby. |
| 19 marca | 5      | 4      | Chakdara                  | W wyniku ataku talibów zginęło 3 oficerów i dwóch cywili. |
| 21 marca | 6      | 4      | Kabul                     | W ekspolozji samochodu-pułapki zginęło 5 cywilów i jeden oficer. |
| 21 marca | 5      | 5      | Khost                     | Zdalnie sterowana bomba zabiła 5 cywili i tyle samo raniła. |
| 23 marca | 25     | 50     | Jalawla, Dijala           | Wybuch bomby podczas pogrzebu zmarłego Kurda zabił 25 osób i zranił 50. Prawdopodobnie celem ataku był lokalny polityk, uczestniczący w ceremonii. |
| 25 marca | 5      | 50     | Tezpur, Asam              | Partyzanci wrzucili granat na targowisko, gdzie śmierć poważnie rannych zostało 12 osób. |
| 26 marca | 9      | 0      | Nahri Sarraj, Helmand     | w ataku talibów na patrol policyjny w afgańskiej prowincji Helmand zginęło dziewięciu policjantów. |
| 26 marca | 16     | 35     | Bagdad                    | W dzielnicy al-Szaab, na parkingu nagle wybuchł pojazd wyładowany materiałami wybuchowymi. Wśród zabitych tego ataku terrorystycznego jest czworo dzieci. |
| 26 marca | 0      | 1      | Mogadiszu                 | Bomba raniła jednego z ministrów. |
| 27 marca | 48     | 70     | Jamrud                    | Podczas porannych modłów w pakistańskim meczecie zamachowiec-samobójca wysadził się w powietrze, zabijając około 48 osób. |
| 29 marca | 0      | 7      | Faludża                   | Bomba raniła 7 policjantów. |
| 29 marca | 0      | 8      | Kirkuk                    | Bomba raniła 8 policjantów. |
| 29 marca | 5      | 9      | Basra                     | W wybuchu miny drogowej zginęło 5 osób, wśród nich oficer policji, a 9 zostało rannych. |
| 30 marca | ok. 22 | ok. 90 | Lahore                    | Grupa uzbrojonych w karabiny i granaty terrorystów zaatakowało ośrodek szkoleniowy policji w pakistańskim Lahore. |
| 30 marca | 8      | 6      | Kandahar                  | W okręgu Dun w ataku samobójcy zginęło 5 cywili i 3 policjantów. |
| 31 marca | 7      | 40     | Mosul                     | W eksplozji ciężarówki z ładunkiem wybuchowym zginęło 7 osób, w tym 5 oficerów policji. 40 osób zostało rannych. Ciężarówkę kierował zamachowiec-samobójca. |

## Kwiecień
| Data        | Zabici | Ranni  | Lokalizacja          | Opis |
| ----------- | ------ | ------ | -------------------- | --- |
| 1 kwietnia  | 10     | 16     | Kandahar             | W zamachu wykonanym przez zamachowców-samobójców w mieście Kandahar zginęło 10 osób. |
| 2 kwietnia  | 1      | 17     | Mosul                | W czterech eksplozjach rannych zostało 17 osób w tym 5 policjantów i 4 irackich żołnierzy. W pierwszej eksplozji zaparkowanego samochodu zginęła jedna osoba i raniła trzy osoby w tym 2 policjantów. |
| 4 kwietnia  | 1      | 0      | Afganistan           | W zamachu na zachodzie Afganistanu, w nieznanym miejscu zginął nieznanej narodowości NATO-wski żołnierz.                                                                                              |
| 4 kwietnia  | 17     | 19     | Miranshah            | Celem ataku terrorystycznego był konwój paramilitarnych sił pakistańskich rozlokowanych na granicy z Afganistanem.                                                                                    |
| 5 kwietnia  | ok. 22 | 200    | Chakwal              | W ataku terrorystycznym w pakistańskim meczecie zginęły co najmniej 22 osoby. |
| 5 kwietnia  | 1      | 8      | Faludża              | W wybuchu bomby zginął oficer policji, 8 rannych. |
| 5 kwietnia  | 1      | 1      | Mosul                | Bomba drogowa zabiła dziecko i raniła mężczyznę. |
| 6 kwietnia  | 7      | 60     | Guwahati             | Wybuch dwóch bomb zabił siedem osób. |
| 6 kwietnia  | 34     | 129    | Bagdad               | w wyniku Eksplozji sześciu samochodów-pułapek zginęło ok. 34 osób, a 129 zostało poważnie rannych. |
| 7 kwietnia  | 9      | 20     | Bagdad               | W wybuchu samochodu-pułapki zginęło 9 osób, 20 rannych. |
| 7 kwietnia  | 1      | 9      | Faludża              | W wyniku eksplozji spowodowanej przez zamachowca-samobójcę zginął policjant, 9 innych odniosło rany.                                                                                                  |
| 8 kwietnia  | 9      | 23     | Bagdad               | W wybuchu bomby zginęło 9 osób, 23 ranne. |
| 8 kwietnia  | 0      | 3      | Kandahar             | W wybuchu bomby drogowej rannych zostało 3 cywilów. |
| 9 kwietnia  | 5      | 0      | Laszkar Gah, Helmand | Zamachowiec-samobójca wysadził się w pobliżu patrolu wojsk afgańskich, zabijając 4 oficerów i dziecko.                                                                                                |
| 10 kwietnia | 0      | 4      | Khuzdar              | W wybuchu motocykla 4 osoby odniosły rany. |
| 10 kwietnia | 1      | 3      | Chalerm              | Atak terrorystyczny na stacji kolejowej – jedna ofiara. |
| 10 kwietnia | 7      | 18     | Mosul                | W ataku terrorystycznym zginęło 7 osób – 5 amerykańskich wojskowych i 2 irackich policjantów. Jeden żołnierz USA i 17 irackich policjantów odniosło obrażenia.                                        |
| 11 kwietnia | 9      | 31     | Iskandria            | Zamachowiec-samobójca z sunnickich rebeliantów wmieszał się w tłum ludzi po czym wysadził się w powietrze.                                                                                            |
| 12 kwietnia | 0      | 7      | Bagdad               | W dwóch zamachach rannych zostało 4 amerykańskich żołnierzy i 7 cywili. |
| 12 kwietnia | 1      | 0      | Salhuddin            | W eksplozji bomby drogowej zginął amerykański żołnierz. |
| 12 kwietnia | 0      | 1      | Samangan             | W zamachu samobójczym ranna został kobieta-samobójczyni. |
| 13 kwietnia | 4      | 0      | Herat                | Bomba drogowa na którą najechał pojazd cywilny zabiła 4 osoby. |
| 13 kwietnia | 0      | 0      | Balkh                | Samochód-pułapka wybuchł pod rządowym budynkiem, nie powodując jednak ofiar. |
| 15 kwietnia | 10     | 23     | Kirkuk               | W wybuchu samochodu-pułapki, zginęło 10 osób. |
| 15 kwietnia | 2      | 6      | Kandahar             | Pułapka drogowa zabiła dwóch policjantów, raniąc 4 i dwie kobiety. |
| 16 kwietnia | 15     | 40     | Habbinii, Anbar      | W zamachu wykonanym przez zamachowca-samobójcę na terytorium bazy wojskowej, zginęło 15 irackich żołnierzy, a 40 zostało rannych.                                                                     |
| 17 kwietnia | 0      | 2      | Balkh                | Dwóch żołnierzy NATO zostało rannych po ataku samochodu-pułapki. |
| 17 kwietnia | 0      | 0      | Herat                | W ataku dwóch zamachowców-samobójców przeżył minister ds. uchodźców. Minister był celem ataku. |
| 18 kwietnia | 1      | 2      | Kandahar             | Eksplozja spowodowana przez zamachowca jadącego na rowerze. Zginęła kobieta, dwóch policjantów rannych.                                                                                               |
| 18 kwietnia | 27     | 65     | Kohat                | Zamachowiec-samobójca wjechał samochodem z ładunkami wybuchowymi w konwój policyjny. Ofiary ataku to żołnierze (25 zabitych) i dwóch policjantów.                                                     |
| 19 kwietnia | 0      | 5      | Bagdad               | Wybuch bomby w okolicach patrolu policyjnego rani 5 osób, w tym dwóch policjantów. |
| 20 kwietnia | 1      | 0      | Uruzgan              | Cywil zginął w eksplozji. |
| 20 kwietnia | 17     | ?      | Sri Lanka            | W strefie walk zamachowiec-samobójca zabił co najmniej 17 cywilów. |
| 20 kwietnia | 4      | 17     | Bakuba               | Zamachowiec-samobójca w stroju policjanta zabił 4 policjantów i ranił 7 cywilów oraz 8 amerykańskich żołnierzy.                                                                                       |
| 21 kwietnia | 0      | 2      | Mosul                | W eksplozji samochodu-pułapki ucierpiało dwóch irackich żołnierzy. |
| 21 kwietnia | 1      | 3      | Bagdad               | W eksplozji bomby wymierzonych w patrol policyjny w zachodniej części Bagdadu, zginął jeden funkcjonariusz, 3 rannych.                                                                                |
| 22 kwietnia | 5      | 7      | Kaszmir              | Wybuch bomby w ciężarówce zabija grupę cywilów i przedstawicieli społecznego komitetu obrony wsi. |
| 22 kwietnia | 0      | 8      | Mosul                | W wybuchu bomby na zatłoczonym targowisku rannych zostało 8 osób w tym policjant. |
| 22 kwietnia | 5      | 15     | Bagdad               | W wybuchu bomby w meczecie zginęło co najmniej 5 osób, 15 rannych. |
| 23 kwietnia | 28     | ok. 50 | Bagdad               | Zamachowiec-samobójca wysadził się w powietrze wśród policjantów. |
| 23 kwietnia | ok. 40 | 50     | Muqdadiya k. Bakuby  | Zamachowiec-samobójca wysadził się w restauracji, gdzie przebywali irańscy szyiccy pielgrzymi zmierzający do Karbali.                                                                                 |
| 24 kwietnia | 60     | 100    | Bagdad               | Przed porannymi modłami dwóch zamachowców-samobójców wysadziło się w pobliżu znanego mauzoleum szyickiego imama Musy al-Kazima. Ofiary to szyiccy wierni.                                             |
| 25 kwietnia | 5      | 10     | Kandahar             | Trzech zamachowców-samobójców zaatakowało siedzibę gubernatora prowincji Kandahar. Zabici to policjanci.                                                                                              |
| 25 kwietnia | 12     | 0      | Dir                  | Dwanaścioro dzieci zginęło w Pakistanie w wyniku eksplozji ładunku wybuchowego umieszczonego w zabawce.                                                                                               |
| 26 kwietnia | 1      | 0      | Bagdad               | Policjant zginął po eksplozji pułapki drogowej. |
| 27 kwietnia | 1      | 3      | Sultan Kudarat       | Eksplozja bomby na plaży zlokalizowanej w południowych Filipinach. |
| 27 kwietnia | 5      | 0      | Paktika              | W eksplozji zginęło 5 policjantów. |
| 28 kwietnia | 0      | 0      | Stambuł              | Eksplozja małej bomby pod akademią wojskową. Nikt nie ucierpiał. |
| 29 kwietnia | 41     | 68     | Bagdad               | W eksplozji dwóch samochodów-pułapek zginęło co najmniej 41 cywili. |
| 29 kwietnia | 1      | 4      | Kunduz               | W eksplozji samochodu pułapki rannych zostało 4 niemieckich żołnierzy, 1 zginął. |
| 30 kwietnia | 0      | 2      | Mosul                | Bomba raniła dwóch policjantów, którzy patrolowali miasto. |
| 30 kwietnia | 0      | 14     | Bagdad               | W czterech eksplozjach bomb w różnych dzielnicach rannych zostało 14 cywili. |

## Maj
| Data    | Zabici | Ranni   | Lokalizacja          | Opis |
| ------- | ------ | ------- | -------------------- | --- |
| 1 maja  | 0      | 5       | Kandahar             | Zamachowiec jadący na rowerze wjechał w policyjny pojazd, uruchamiając tym samym bombę. Ranni to trzej policjanci oraz dwóch cywilów.                                                                             |
| 2 maja  | 0      | 1       | Basra                | Pułapka przydrożna raniła cywila. |
| 2 maja  | 3      | 2       | Kirkuk               | Bomba zabiła robotników. |
| 2 maja  | 2      | 6       | Farshi, Herat        | Bomba zabiła szefa policji dystryktu Farsi oraz jego ochroniarza. |
| 3 maja  | 1      | 4       | Lahaj                | Jeden mężczyzna zginął, a czterech zostało rannych w wybuchu bomby podłożonych przez separatystycznych rebeliantów, walczących o niepodległość Jemenu Południowego.                                               |
| 3 maja  | 4      | 0       | Gereszk, Helmand     | Bomba zabiła 4 cywili w tym dwoje dzieci. |
| 4 maja  | 12     | 0       | Shamolzai, Zabol     | W wybuchach bomb zginęło 12 cywilów – cztery kobiety, dwoje dzieci i sześciu mężczyzn. |
| 4 maja  | 7      | 10      | Laghman              | Atak na gubernatora prowincji. Zginął urzędnik, trzech strażników oraz trzech cywilów. Atak został przeprowadzony przez 14-letniego zamachowca-samobójcę.                                                         |
| 4 maja  | 0      | 1       | Mosul                | Wybuch bomby ranił policjanta. |
| 4 maja  | 5      | 7       | Bagdad               | Wybuch bomby na parkingu w centrum miasta – 5 zabitych cywilów. |
| 5 maja  | 4      | 8       | Peszawar             | Samochód-pułapka wysadzony w powietrze zabił czterech pakistańskich żołnierzy. Zamach został przeprowadzony w trakcie operacji Black Thunder prowadzonej przez wojska Pakistanu w Dolinie Swat i prowincji Buner. |
| 6 maja  | 11     | 49      | Bagdad               | Eksplozje trzech bomb: na targu warzywnym w Doura, w dzielnicy Karrada oraz ponownie wieczorem w dzielnicy Doura.                                                                                                 |
| 6 maja  | 0      | 3       | Baiji                | Wybuch ciężarówki koło rafinerii. |
| 6 maja  | 5      | 2       | Ghazni               | 5 policjantów zginęło w eksplozji pułapki drogowej. |
| 7 maja  | 0      | 3       | Mussayab             | Eksplozja bomby raniła trzy osoby. |
| 7 maja  | 18     | 30      | Helmand              | Zamachowiec-samobójca jadący motocyklem, wysadzając się w powietrze zabił dwóch brytyjskich żołnierzy oraz 16 cywilów.                                                                                            |
| 8 maja  | 0      | 4       | Mosul                | Wybuch bomby ranił cztery osoby w tym trzech policjantów. |
| 9 maja  | 2      | 2       | Zabol                | W zamachu zginęło dwóch policjantów. |
| 9 maja  | 2      | 3       | Qalat, Zabol         | W kolejnym zamachu w prowincji Zabol zginęło dwóch afgańskich żołnierzy. |
| 9 maja  | 0      | 1       | Mosul                | Bomba, która wybuchła w pobliżu policyjnego patrolu raniła cywila. |
| 10 maja | 0      | 2       | Mosul                | Dwa wybuchy bomb – na patrol policyjny i wojsk amerykańskich. |
| 10 maja | 0      | 3       | Bagdad               | Nieudany zamach na szefa irackiej policji – generała Jaafara al-Khefaji’ego. Obrażenia poniosło trzech cywilów.                                                                                                   |
| 11 maja | 2      | 8       | Kirkuk               | Eksplozja bomby przy meczecie. |
| 11 maja | 10     | 0       | Peszawar             | Zamachowiec-samobójca wysadził się w powietrze w tzw. strefie bezpieczeństwa. |
| 12 maja | 5      | 15      | Kirkuk               | Ciężarówka z ładunkami wybuchowymi, wysadzając się, zabiła 5 policjantów. |
| 12 maja | 6      | 13      | Khost                | W ataku czterech terrorystów, śmierć poniosło 6 osób w tym 4 afgańskich żołnierzy. |
| 12 maja | 2      | 0       | Zabol                | Wybuch bomby zabił dwóch pracowników budowlanych. |
| 13 maja | 3      | 0       | Zabol                | Kolejny atak na zachodnich pracowników; tym razem zginęło 3 budowlańców. |
| 13 maja | 7      | 0       | Khost                | W ataku talibów na bazę NATO zginęło 7 osób. |
| 13 maja | 0      | 5       | Mosul                | W eksplozji samochodu-pułapki, ranne zostało 5 osób. |
| 13 maja | 0      | 3       | Kirkuk               | Wybuch bomby k. policyjnego patrolu. |
| 13 maja | 2      | 3       | Ramadi               | Bomba zabiła dwóch irackich żołnierzy, 3 innych zostało rannych. |
| 13 maja | 0      | 5       | Bagdad               | Bomba przymocowana do samochodu, raniła pięciu cywili. |
| 14 maja | 0      | 4       | Mosul                | Wybuch ranił 4 cywilów. |
| 15 maja | 1      | 0       | Laszkar Gah, Helmand | Eksplozja ładunku wybuchowego zabiła brytyjskiego żołnierza. |
| 15 maja | 1      | 0       | Mosul                | Eksplozja zabiła dziennikarza lokalnej telewizji. |
| 15 maja | 3      | 5       | Grozny               | Trzy osoby, w tym dwóch policjantów, zginęło w eksplozji bomby w stolicy Czeczenii. |
| 15 maja | 0      | 8       | Orissa               | Ładunek wybuchowy ranił ośmiu cywilów. |
| 16 maja | 11     | 30      | Peszawar             | Ofiary eksplozji samochodu-pułapki. |
| 16 maja | 4      | 10      | Bagdad               | W dwóch wybuchach zginęło 4 policjantów. |
| 16 maja | 1      | 2       | Mosul                | W wybuchu bomby zginął iracki żołnierz. |
| 17 maja | 1      | 3       | Mosul                | Eksplozja samochodu-pułapki zabiła policjanta. |
| 17 maja | 0      | 1       | Basra                | Wybuch w bazie wojskowej ranił irackiego wojskowego. |
| 17 maja | 3      | 17      | Bagdad               | W dwóch nocnych atakach terrorystycznych zginęły 3 osoby. |
| 17 maja | 0      | 60      | Janakpur             | W wybuchu bomby w pociągu rannych zostało 60 osób. |
| 18 maja | 1      | 3       | Basra                | Wybuch zabił policjanta porucznika-pułkownika w pobliżu jego domu. Ranny został m.in. jego syn. |
| 18 maja | 0      | 2       | Bagdad               | Eksplozja ładunku wybuchowego w centrum Bagdadu raniła dwóch cywilów. |
| 18 maja | 8      | 2       | Zabol                | Po detonacji bomby drogowej zginęło 5 policjantów poruszających się samochodem. Gdy na miejsce przybyli żołnierze afgańscy, eksplodował kolejny ładunek, zabijając 3 żołnierzy.                                   |
| 20 maja | 2      | 0       | Kabul                | Pod pojazdem żołnierzy USA na drodze do Kabulu wybuchła zdalnie sterowana bomba. Zginęło dwóch żołnierzy. |
| 20 maja | 41     | 82      | Bagdad               | Około 19.30 czasu irackiego eksplodował samochód-pułapka w dzielnicy Bagdadu zamieszkanej głównie przez szyitów.                                                                                                  |
| 20 maja | 0      | 1       | Medea                | Rebelianci Islamskiego Maghrebu, powiązanego z Al-Ka’idą zdetonowali bombę. Jeden żołnierz został ranny. |
| 21 maja | 7      | 0       | Kirkuk               | 14-letni zamachowiec-samobójca wmieszał się w grupę sunnickich prorządowych bojowników, którzy stali w kolejce po pensje.                                                                                         |
| 21 maja | 22     | 25      | Bagdad               | Wybuch bomby zabił 22 osoby. W tej liczbie ofiar najprawdopodobniej jest 3 amerykańskich żołnierzy. |
| 22 maja | 6      | 65      | Peszawar             | Eksplozja samochodu-pułapki nieopodal kina zabił 6 osób. |
| 22 maja | 0      | 1       | Qarah Bagh, Ghazni   | Wybuch miny-pułapki poważnie ranił polskiego żołnierza. We wskutek odniesionych ran st. szer. Artur Pyc zmarł 9 września 2009.                                                                                    |
| 22 maja | 1      | 6       | Mosul                | Bomba drogowa zabiła policjanta oraz raniła sześciu innych. |
| 23 maja | 0      | 1       | Bagdad               | Bomba raniła amerykańskiego żołnierza. |
| 23 maja | 1      | 0       | Sangin, Helmand      | W ataku bombowym zginął brytyjski żołnierz. |
| 24 maja | 7      | 4       | Mogadiszu            | W wyniku eksplozji samochodu-pułapki w Mogadiszu zginęło siedmiu policjantów, a czterech zostało rannych. |
| 24 maja | 0      | 3       | Bagdad               | Bomba podłożona koło policyjnego patrolu, raniła funkcjonariusza policji oraz dwóch cywilów. |
| 24 maja | 0      | 34      | Mosul                | Samochód-pułapka, wjeżdżając w patrol wojsk USA, uruchomił bombę, ranił 34 osoby. |
| 25 maja | 3      | 2       | Bagdad               | W wybuchu bomby skierowanej w konwój USA zginęły 3 osoby. |
| 26 maja | 3      | 0       | Paktika              | Trzech talibów zginęło, podczas podkładania bomby, która wybuchła. |
| 26 maja | 0      | 2       | Mosul                | Bomba-pułapka raniła dwóch policjantów. |
| 26 maja | 4      | 0       | Sayat, Kapisa        | W wybuchu samochodu-pułapki zginęło 3 NATO-wskich żołnierzy oraz cywil. |
| 26 maja | 0      | 2       | Iskandria            | Bomba-pułapka zamocowana w samochodzie koło banku raniła dwie osoby wychodzące z tego budynku. |
| 26 maja | 0      | 3       | Kirkuk               | Bomba raniła żołnierzy irackich. |
| 27 maja | 24     | ok. 300 | Lahore               | Około 24 osób zginęło, a blisko 300 odniosło obrażenia w wybuchu, który według policji był zamachem samobójczym.                                                                                                  |
| 27 maja | 5      | 12      | Bagdad               | Amerykański żołnierz zamarł wskutek odniesionych ran po wybuchu bomby. W innym zamachu w Bagdadzie w wybuchu samochodu-pułapki zginęło 4 cywilów, a 12 odniosło rany.                                             |
| 27 maja | 1      | 0       | Mosul                | Iracki wojskowy zginął w zamachu. |
| 27 maja | 6      | 11      | Hakkari              | W wybuchu zdalnie sterowanej bomby podłożonej prawdopodobnie przez rebeliantów kurdyjskich, zginęło 6 tureckich żołnierzy.                                                                                        |
| 27 maja | 0      | 6       | Ghazni               | W wyniku wybuchu samochodu-pułapki rannych zostało 5 cywili i jeden zagraniczny żołnierz. |
| 28 maja | 11     | ok. 100 | Peszawar             | Około 24 osób zginęło, a blisko 100 odniosło obrażenia w wybuchu, który według policji był zamachem samobójczym.                                                                                                  |
| 28 maja | 25     | 120     | Zahedan              | W wyniku wybuchu samochodu-pułapki wybuchu bomby w irańskim meczecie zginęło 25 osób. Domniemani zamachowcy dwa dni później zostali powieszeni przez władze Iranu.                                                |
| 29 maja | 1      | 3       | Bakuba               | Wybuch bomby zabił jednego z dowódców prorządowej bojówki walczącej z rebeliantami. |
| 29 maja | 6      | 0       | Khalis               | Wybuch bomby w minibusie zabił sześciu cywilów. |
| 30 maja | 7      | 0       | Khakriz, Kandahar    | W wybuchu pułapki drogowej zginęło 7 cywilów. |
| 30 maja | 3      | 0       | Dand, Kandahar       | W zamachu zginęło 3 policjantów. |
| 30 maja | 1      | 0       | Haswa                | Pułapka drogowa, która wybuchła pod przejeżdżającym samochodem zabiła jego kierowcę, nieopodal posterunku w Haswie.                                                                                               |
| 30 maja | 2      | 4       | Samarra              | Bomba przydrożna zabiła 2 policjantów oraz raniła 4 innych funkcjonariuszy. |
| 30 maja | 0      | 3       | Mosul                | Ładunek wybuchowy ranił 3 cywili. |
| 30 maja | 2      | 0       | Musa Qala, Helmand   | W czasie operacji wojsk ISAF, wybuch bomby zabił 2 brytyjskich żołnierzy. |

## Czerwiec
| Data       | Zabici | Ranni     | Lokalizacja               | Opis |
| ---------- | ------ | --------- | ------------------------- | --- |
| 1 czerwca  | 10     | 0         | Mogadiszu                 | Wybuch bomby drogowej zabił 10 osób w tym 4 funkcjonariuszy policji. |
| 1 czerwca  | 4      | 13        | Bagdad                    | Co najmniej 4 osoby zginęły, a 13 zostało rannych w wyniku wybuchu bomby na popularnym targowisku w bagdadzkiej dzielnicy Dura. |
| 2 czerwca  | 6      | 0         | Bagram                    | Zamachowiec-samobójca wysadził się w powietrze niedaleko bazy wojskowej sił USA, zabijając 6 cywilów. |
| 2 czerwca  | 0      | 5         | Paktika                   | Wybuch dwóch bomb ranił zachodnich pracowników oraz ochroniarzy. |
| 2 czerwca  | 0      | 5         | Ingiri                    | Wybuch bomby uszkodził tory na linii Tbilisi-Zugdidi. |
| 2 czerwca  | 0      | 21        | Melitopol                 | Eksplozja dwóch bomb w miejscowym banku. |
| 2 czerwca  | 1      | 0         | Helmand                   | Wybuch bomby zabił brytyjskiego żołnierza. |
| 2 czerwca  | 8      | 0         | Paktia                    | Eksplozja bomby zabiła 8 ochroniarzy pracujących dla zagranicznych żołnierzy |
| 3 czerwca  | 10     | 34        | Bagdad                    | W trzech wybuchach bomb zginęło łącznie 10 osób w tym amerykański żołnierz. W pierwszej eksplozji zginęło 9 osób, a 31 zostało rannych. |
| 4 czerwca  | 3      | 1         | Kapisa                    | Eksplozja bomby zabiła 3 amerykańskich żołnierzy oraz raniła afgańskiego wojskowego. |
| 4 czerwca  | 10     | 5         | Paktia, Ghazni oraz Zabol | W wybuchu trzech bomb łącznie zginęło 10 żołnierzy Afganistanu. |
| 4 czerwca  | 1      | 5         | Mosul                     | Eksplozja samochodu-pułapki zabiła cywila. |
| 5 czerwca  | 40     | 50        | Haya Gai                  | Wybuch bomby w meczecie podczas modłów w pakistańskim okręgu Dir. |
| 5 czerwca  | 0      | 2         | Bagdad                    | Bomba w centrum miasta raniła dwóch cywilów. |
| 5 czerwca  | 3      | 0         | Karmah                    | Wybuch bomby zabił trzech członków bojówek sunnickich współpracujących z wojskami USA. |
| 6 czerwca  | 3      | 11        | Spin Boldak, Kandahar     | W wybuchu bomby zdetonowanej przez zamachowca-samobójcę zginęło 9 afgańskich cywilów. |
| 6 czerwca  | 1      | 6         | Ramadi                    | W podwójnym zamachu terrorystycznym zginął policjant oraz rany odniósł szef policji prowincji Anbar – Tariq Yusuf. |
| 6 czerwca  | 2      | 0         | Islamabad                 | Eksplozja bomby godzinę po zabiciu dwóch protalibskich bojowników w stolicy Pakistanu. |
| 7 czerwca  | 2      | 0         | Kandahar                  | Kobieta i jej dziecko zostały zabite przez wybuch przydrożnej bomby. |
| 7 czerwca  | 2      | 1         | Faludża                   | Dwóch zabitych policjantów w wyniku wybuchu bomby. |
| 8 czerwca  | 1      | 0         | Kandahar                  | Kanadyjski żołnierz zginął w wyniku wybuchu przydrożnej bomby. |
| 8 czerwca  | 0      | 2         | Mosul                     | Zamachowiec-samobójca atakujący bazę armii irackiej, ranił dwóch cywilów. |
| 8 czerwca  | 7      | 24        | Bagdad                    | Wybuch bomby przymocowanej do mikrobusu zabiła siedem osób. |
| 9 czerwca  | 1      | 34        | Asadabad                  | Eksplozja, która nastąpiła niedaleko patrolu wojsk amerykańskich zabiła dziecko i raniła 34 osoby. |
| 9 czerwca  | 15     | 57        | Peszawar                  | Wybuch bomby w luksusowym hotelu Pearl Continental w pakistańskim Peszawarze. |
| 10 czerwca | 1      | 7         | Faludża                   | W podwójnym zamachu bombowym zginęło dziecko. |
| 10 czerwca | 0      | 2         | Mosul                     | Wybuch bomby ranił kobietę oraz jej dziecko. |
| 10 czerwca | 33     | 70        | Al-Bathaa, k. Nasiriji    | W wybuchu samochodu-pułapki na targu zabił 33 osoby. |
| 11 czerwca | 2      | 0         | Paktika                   | W zamachu bombowym zginęło dwóch ochroniarzy pracujących dla zagranicznej firmy. |
| 11 czerwca | 2      | 3         | Kandahar                  | Wybuch bomby zabił dwóch ochroniarzy banku. |
| 11 czerwca | 0      | 0         | Zugdidi                   | Wybuchy trzech bomb nie spowodowały większych szkód. Według władz gruzińskich jest to kolejny akt dywersji. |
| 12 czerwca | 0      | 3         | Giro, Ghazni              | Przydrożny ładunek wybuchowy ranił trzech polskich żołnierzy. |
| 12 czerwca | 0      | 6         | Bagdad                    | Przydrożny ładunek wybuchowy ranił sześć osób. |
| 12 czerwca | 3      | 0         | Paktia                    | Eksplozja bomby zabiła trzech afgańskich żołnierzy. |
| 12 czerwca | 1      | 0         | Lahore                    | Zamachowiec-samobójca zabił Mułłę Sarfraza Naeemi, znanego z wystąpień przeciwko talibom. |
| 12 czerwca | 3      | 20        | Nauśahra                  | Bomba wybuchła w meczecie w pobliżu bazy wojskowej. |
| 12 czerwca | 1      | 7         | Baiji                     | Bomba zabiła dziewczynkę oraz raniła siedmiu innych cywili. |
| 12 czerwca | 1      | 0         | Sangin, Helmand           | Brytyjski żołnierz zginął wskutek wybuchu bomby. |
| 13 czerwca | 3      | 0         | Kandahar                  | Trzech policjantów zginęło w wyniku wybuchu bomby. |
| 13 czerwca | 8      | 21        | Gereszk, Helmand          | Zamachowiec-samobójca wysadził się na stacji paliw. |
| 14 czerwca | 8      | 25        | Dera Isamil Khan          | Osiem osób zginęło w wyniku wybuchu bomby na jarmarku. |
| 14 czerwca | 2      | 0         | Kandahar                  | Eksplozja zabiła kanadyjskiego żołnierza oraz okręgowego szefa policji. |
| 15 czerwca | 2      | 6         | Bagdad                    | Wybuchy dwóch bomb w autobusach. |
| 15 czerwca | 1      | 5         | Kirkuk                    | Wybuch samochodu-pułapki. |
| 15 czerwca | 0      | 3         | Mosul                     | Wybuch bomby zranił miejscowego sędziego oraz dwie inne osoby. |
| 16 czerwca | 1      | 0         | Samawa                    | Eksplozja bomby zabiła amerykańskiego żołnierza |
| 16 czerwca | 0      | 1         | Bagdad                    | Wybuch bomby ranił amerykańskiego żołnierza. |
| 17 czerwca | 0      | 5         | Bagdad                    | Pięć osób odniosło rany w eksplozji ładunku wybuchowego |
| 17 czerwca | 0      | 2         | Kirkuk                    | Dwóch cywili zostało rannych w eksplozji bomby |
| 17 czerwca | 3      | 0         | Barakhzai, Helmand        | W wybuchu bomby zginęło trzech żołnierzy duńskich. |
| 17 czerwca | 24     | 0         | El Meher                  | W trakcie przejazdu policyjnego konwoju drogą pomiędzy miejscowościami El Meher i El Mansurah wybuchły dwie zdalnie sterowane bomby. |
| 18 czerwca | 31     | 45        | Beledweyne                | W ataku zamachowca-samobójcy zginął m.in. somalijski minister obrony Omar Hashi Aden. |
| 18 czerwca | 0      | 0         | Koima                     | Zdetonowanie bomby przez maoistowskich rebeliantów podczas przejazdu wojsk indyjskich. |
| 19 czerwca | 0      | 12        | Waziristan                | Wybuch bomby w restauracji. |
| 19 czerwca | 0      | 2         | Pirakata                  | Eksplozja ładunku wybuchowego ciężko raniła dwóch policjantów. |
| 19 czerwca | 1      | 0         | Arrigorriaga, k. Bilbao   | Jedna osoba zginęła w wybuchu bomby w samochodzie. |
| 20 czerwca | 73     | 250       | Taza, k. Kirkuku          | Wybuch bomby w ciężarówce koło szyickiego meczetu spowodował 73 ofiary. |
| 20 czerwca | 0      | 4         | Lalgarh                   | Eksplozja ładunku wybuchowego ciężko raniła czterech policjantów. |
| 21 czerwca | 1      | 3         | Mosul                     | Eksplozja ładunku wybuchowego zabiła cywila oraz raniła trzy inne osoby w tym policjanta. |
| 21 czerwca | 2      | 13        | Bagdad                    | Dwie osoby zginęły w wyniku wybuchu bomby w kawiarni. |
| 22 czerwca | 0      | 3         | Kabul                     | Samochód z żołnierzami ISAF wpadł w przydrożną pułapkę – trzech rannych żołnierzy. |
| 22 czerwca | 1      | 4         | Magas, Inguszetia         | Prezydent Inguszetii Junus-bek Jewkurow został ciężko ranny w zamachu terrorystycznym na autostradzie koło miasta Magas. W eksplozji zginął co najmniej jeden ochroniarz.                                                                                        |
| 22 czerwca | 15     | 74        | Bagdad                    | Sześć eksplozji w różnych dzielnicach Bagdadu zabiły łącznie 15 osób. |
| 22 czerwca | 3      | 0         | Khanaqin                  | Pułapka drogowa zabiła trzech irackich żołnierzy. |
| 22 czerwca | 1      | 2         | Kirkuk                    | Wybuch bomby zabił członka sunnickich bojówek walczących z Al-Ka’idą. |
| 22 czerwca | 0      | 3         | Helmand                   | Autobus najechał na ładunek wybuchowy umieszczony na jezdni – trzech rannych pasażerów. |
| 22 czerwca | 3      | 7         | Kandahar                  | Zamachowiec-samobójca, wjeżdżając samochodem w konwój wojsk afgańskich, uruchomił bombę, która zabiła trzech wojskowych oraz raniła pięciu żołnierzy i dwóch cywili.                                                                                             |
| 22 czerwca | 8      | 40        | Khost                     | Eksplozja dwóch bomb zabiła ośmiu cywili. |
| 23 czerwca | 2      | 0         | Ghazni                    | Zamachowiec-samobójca, jadąc samochodem, wysadził się w powietrze, gdy przejeżdżał obok konwoju zagranicznych wojsk. Zginęli jednak dwaj cywile znajdujący się niedaleko wojsk.                                                                                  |
| 23 czerwca | 3      | 0         | Mazar-i Szarif            | Wybuch bomby zabił trzech afgańskich pracowników UNHCR. |
| 24 czerwca | 1      | 2         | Mosul                     | Eksplozje dwóch bomb: w pierwszej zginął policjant, inny odniósł rany; w wybuchu samochodu-pułapki ranny został iracki żołnierz. |
| 24 czerwca | 1      | 3         | Kirkuk                    | Wybuchy dwóch bomb: w pierwszej ranni zostali trzej pracownicy czyszczący ulice. Do eksplozji doszło gdy jeden pracownik opróżniał kosz na śmieci w którym umieszczona była bomba; w drugim wybuchu zginął terrorysta, który chciał podłożyć materiał wybuchowy. |
| 24 czerwca | 78     | 127       | Bagdad                    | W wybuchu bomby na popularnym targowisku w dzielnicy Sadra, zginęło 78 osób. |
| 24 czerwca | 2      | 17        | Bagdad                    | 24 czerwca w Bagdadzie wybuchły trzy inne bomby w dzielnicach Baladiyat, Jihad oraz Saidiya. |
| 24 czerwca | 2      | 17        | Basra                     | Wybuch miny-pułapki zabił policjanta, który na nią najechał swoim samochodem. |
| 24 czerwca | 2      | 6         | Czeczenia                 | Wybuch bomby w Czeczenii zabił dwie osoby. |
| 25 czerwca | 5      | 0         | Faludża                   | Eksplozja materiału wybuchowego zabiła pięciu policjantów w tym oficera irackiego. |
| 25 czerwca | 2      | 47        | Bagdad                    | Eksplozja pięciu bomb w różnych dzielnicach. Wśród rannych było 9 żołnierzy amerykańskich. |
| 26 czerwca | 13     | 45        | Bagdad                    | Eksplozja materiału wybuchowego na targowisku. |
| 26 czerwca | 1      | 2         | Mosul                     | Eksplozja bomby zabiła irackiego żołnierza. |
| 26 czerwca | 2      | 3         | Karaczi                   | W ataku terrorystycznym zginęło dwóch żołnierzy pakistańskich. |
| 26 czerwca | 3      | 0         | Waziristan                | Eksplozja zabiła 3 osoby w tym 2 żołnierzy pakistańskich. |
| 26 czerwca | 3      | 2         | Gereszk, Helmand          | Samochód najechał na minę-pułapkę – trzech zabitych cywili. |
| 27 czerwca | 1      | 7         | Bagdad                    | Dwie eksplozje w irackiej stolicy. |
| 28 czerwca | 0      | 13        | Bagdad                    | Eksplozje dwóch samochodów-pułapek. |
| 28 czerwca | 1      | 8         | Nangarhar                 | W wybuchu samochodu-pułapki zginęło dziecko. |
| 29 czerwca | 1      | 1         | Ramadi                    | Członek Sunnickiej Partii Islamskiej najechał na ładunek wybuchowy, który wybuchł pod kołami jego samochodu. |
| 30 czerwca | 4      | 3         | Kweta                     | Eksplozja samochodu-pułapki zabiła czterech cywili. |
| 30 czerwca | 32     | ponad 100 | Kirkuk                    | Eksplozja samochodu-pułapki na zatłoczonym targowisku w kurdyjskiej części miasta. Tego dnia w Iraku obchodzono święto suwerenności po wycofaniu się wojsk amerykańskich z irackich miast.                                                                       |
| 30 czerwca | 2      | 10        | Torkham                   | Dwie osoby zginęły w tym dziewczynka w wybuchu spowodowanym przez zamachowca-samobójcę. |

## Lipiec
| Data     | Zabici | Ranni       | Lokalizacja           | Opis |
| -------- | ------ | ----------- | --------------------- | --- |
| 1 lipca  | 1      | 3           | Dera Isamil Khan      | Eksplozja bomby koło samochodu policyjnego. |
| 1 lipca  | 2      | 0           | Helmand               | Eksplozja miny-pułapki podczas operacji Pazur Pantery prowadzonej przez Wielką Brytanię, zabiła dwóch wojskowych tego kraju.                                              |
| 2 lipca  | 1      | 10          | Bagdad                | Iracki żołnierz zginął w wyniku wybuchu bomby koło patrolu wojskowego. |
| 2 lipca  | 1      | 29          | Rawalpindi            | Zamachowiec-samobójca jadący na motocyklu uderzył w autobus. w chwili zderzenia się pojazdów została uruchomiona bomba, która zabiła jedną osobę.                         |
| 2 lipca  | 0      | 3           | Mosul                 | Trzech irackich żołnierzy zostało rannych w wyniku wybuchu bomby znajdującej się niedaleko patrolu wojskowego.                                                            |
| 2 lipca  | 2      | 15          | Yusufiya              | Eksplozja samochodu-pułapki zabiła dwie osoby. |
| 2 lipca  | 1      | 6           | Al-Zab                | Wybuch bomby zamontowanej w samochodzie zaparkowanym pod posterunkiem policji zabił jedną osobę.                                                                          |
| 3 lipca  | 0      | 0           | Mazar-e Szarif        | Zamachowiec-samobójca wysadził się w powietrze, nie powodując jednak strat w ludziach.                                                                                    |
| 3 lipca  | 5      | 0           | Khost                 | W wyniku wybuchu ładunku wybuchowego, zginęło pięciu ochroniarzy. |
| 3 lipca  | 0      | 0           | Ateny                 | Wybuch bomby w urzędzie skarbowym spowodował jedynie straty materialne.                                                                                                   |
| 4 lipca  | 2      | 0           | Paktika               | W wybuchu samochodu-pułapki zginął amerykański oraz afgański żołnierz. Eksplozja nastąpiła po nalocie w tej prowincji w którym zginęło 30 talibów.                        |
| 4 lipca  | 7      | 0           | Kandahar              | W wybuchu przydrożnej bomby zginęło 7 policjantów. |
| 5 lipca  | 5      | ok. 45      | Cotabato              | Eksplozja bomby pod katedrą rzymskokatolicką. |
| 5 lipca  | 1      | 4           | Bagdad                | Wybuch przydrożnej bomby zabił cywila. |
| 5 lipca  | 0      | 14          | Mosul                 | Eksplozja samochodu-pułapki raniła dwóch policjantów oraz 12 cywili. |
| 5 lipca  | 0      | 9           | Bakuba                | Wybuch trzech bomb w sklepie muzycznym ranił 9 cywili. |
| 6 lipca  | 7      | 0           | Kunduz, Zabol, Paktia | W trzech wybuchach pułapek przydrożnych zginęło 7 amerykańskich żołnierzy. 4 zginęło w Kunduz, dwóch w Zabol oraz jeden w Paktii.                                         |
| 6 lipca  | 1      | 13          | Mosul                 | Eksplozja samochodu-pułapki zabiła cywila. |
| 7 lipca  | 6      | 40          | Jolo                  | Wybuch bomby na stacji benzynowej. |
| 7 lipca  | 1      | 0           | Gereszk, Helmand      | W eksplozji miny-pułapki zginęł brytyjski żołnierz. To szósta brytyjska ofiara operacji Pazur Pantery.                                                                    |
| 8 lipca  | 9      | 32          | Mosul                 | Seria zamachów w Mosulu: w eksplozji dwóch samochodów-pułapek zginęło 9 osób, a 29 zostało rannych. Następnie eksplozje min-pułapek w których rannych zostały trzy osoby. |
| 9 lipca  | 34     | 60          | Tal Afar              | W podwójnym zamach samobójczym zginęło 34 osób. |
| 9 lipca  | 9      | 31          | Bagdad                | W stolicy Iraku wybuchło pięć bomb. W najkrwawszym ataku zginęło 7 osób.                                                                                                  |
| 9 lipca  | 25     | ?           | Logar                 | W eksplozji pod szkołą w prowincji Logar zginęło 25 osób, w tym 15 uczniów.                                                                                               |
| 9 lipca  | 2      | 5           | Giro, Ghazni          | W eksplozji bomby-pułapki zginęło dwóch policjantów. |
| 9 lipca  | 2      | 0           | Helmand               | Dwóch kolejnych Brytyjczyków zabitych w zamachu. |
| 10 lipca | 1      | 0           | Gereszk, Helmand      | Cywil zabity w wybuchu bomby. |
| 10 lipca | 5      | 0           | Sangin, Helmand       | W dwóch eksplozjach bomb zginęło 5 brytyjskich żołnierzy. |
| 11 lipca | 2      | 0           | Helmand               | W eksplozji ładunku wybuchowego zginął komendant policji i jego ochroniarz.                                                                                               |
| 11 lipca | 4      | 1           | Charkh, Logar         | Czterech policjantów zginęło w wybuchu bomby. |
| 11 lipca | 5      | 40          | Mosul                 | W wybuchu samochodu-pułapki na targowisku zginęły 4 osoby, piąta osoba to policjant, który zginął w innym zamachu.                                                        |
| 12 lipca | 2      | 0           | Helmand               | W wybuchu bomby zginęło dwóch amerykańskich żołnierzy. |
| 12 lipca | 5      | 30          | Bagdad                | Eksplozja bomby pod chrześcijańskim kościołem. |
| 13 lipca | 4      | 0           | Maidan Wardak         | W wybuchu bomby zginęło czterech policjantów. |
| 13 lipca | 13     | 70          | Mian Channu, Pendżab  | Bomba eksplodowała tuż obok szkoły koranicznej, w której uczyły się również dziewczynki.                                                                                  |
| 14 lipca | 1      | 3           | Farah                 | W wybuchu miny-pułapki zginął włoski żołnierz, trzech zostało rannych. |
| 15 lipca | 6      | 16          | Ramadi                | W wyniku wybuchu samochodu-pułapki zginęło sześć osób, w tym dwóch policjantów.                                                                                           |
| 15 lipca | 0      | 6           | Bagdad                | W eksplozji bomby rannych zostało sześć pielgrzymów. |
| 16 lipca | 3      | 4           | Nimroz                | W wyniku wybuchu samochodu-pułapki zginęło trzech policjantów. |
| 16 lipca | 5      | 28          | Bagdad                | Pięć osób zginęło w wybuchu bomby w Mieście Sadra. |
| 16 lipca | 0      | 3           | Mosul                 | W eksplozji samochodu-pułapki rannych zostało trzech policjantów. |
| 16 lipca | 2      | 1           | Gereszk, Helmand      | Afgański i brytyjski żołnierz zginęli w wybuchach bomb-pułapek. |
| 17 lipca | 9      | 50          | Dżakarta              | W zamachu na hotele zginęło 9 osób. Bomby wybuchły przed godziną 8 (2 w nocy czasu polskiego) w luksusowych hotelach Mariott i Ritz-Carlton.                              |
| 17 lipca | 2      | 12          | Bagdad                | W zamachu terrorystycznym przygotowanym na szyickich pielgrzymów zginęły dwie osoby.                                                                                      |
| 17 lipca | 9      | 2           | Spin Boldak, Kandahar | Dziesięcioosobowa rodzina zginęła w wybuchu bomby. |
| 17 lipca | 2      | 11          | Faludża               | W wybuchu bomby śmierć poniosło dwoje dzieci. |
| 17 lipca | 0      | 1           | Shirqat               | W wybuchu bomby pod policyjnym pojazdem, ranny został policjant. |
| 17 lipca | 2      | 0           | Nazrania, Inguszetia  | Zamach na ministra sportu. Zginął jego kierowca, minister nie ucierpiał, ponieważ nie jechał zaatakowanym samochodem.                                                     |
| 17 lipca | 1      | 3           | Gereszk, Helmand      | W wybuchu bomby zginął afgański żołnierz. |
| 17 lipca | 0      | 2           | Mosul                 | Dwóch irackich żołnierzy zostało rannych w wybuchu miny-pułapki. |
| 18 lipca | 0      | 1           | Mosul                 | W wybuchu bomby-pułapki ranny został policjant. |
| 18 lipca | 1      | 1           | Garma                 | Prorządowy bojownik z sunnickiej grupy zginął w wybuchu bomby. |
| 18 lipca | 0      | 1           | Ramadi                | W wybuchu miny-pułapki ranny został żołnierz iracki. |
| 18 lipca | 1      | 4           | Afganistan            | W wybuchu bomby-pułapki zginął australijski żołnierz, a inny i trzech cywili zostało rannych.                                                                             |
| 19 lipca | 3      | kilkanaście | Nangarhar             | W zamachu spowodowanym przez zamachowca-samobójcę, zginęły trzy osoby w tym dwóch policjantów.                                                                            |
| 19 lipca | 12     | 0           | Farah                 | W wyniku wybuchu bomby drogowej zginęło 12 cywili podróżujących na jednej z dróg w prowincji Farah.                                                                       |
| 19 lipca | 1      | 1           | Madaen                | W wyniku wybuchu bomby zginął Mahmoud Abdullah, dowódca bojówek walczących z Al-Ka’idą. Ranny został jego ochroniarz.                                                     |
| 19 lipca | 1      | 1           | Bagdad                | W dzielnicy Abu Ghraib w wybuchu bomby zginął iracki żołnierz. |
| 20 lipca | 3      | 2           | Mosul                 | Eksplozja czterech bomb. |
| 20 lipca | 0      | 13          | Bagdad                | 13 osób zostało rannych w eksplozjach dwóch bomb. |
| 20 lipca | 2      | 1           | Ramadi                | W eksplozji samochodu-pułapki zginęło dwóch funkcjonariuszy policji. |
| 20 lipca | 4      | 0           | Afganistan            | W wybuchu bomby-pułapki zginęło 4 amerykańskich żołnierzy. |
| 20 lipca | 1      | 0           | Sangin, Helmand       | W wybuchu miny-pułapki zginął brytyjski żołnierz. |
| 21 lipca | 2      | 30          | Bagdad                | Eksplozja bomby w Sadra City. |
| 21 lipca | 3      | 13          | Ramadi                | Eksplozja samochodu-pułapki pod restauracją. |
| 22 lipca | 0      | 17          | Bagdad                | W dwóch wybuchach rannych zostało 17 cywilów. |
| 23 lipca | 2      | 0           |                       | W wybuchu miny-pułapki zginęło dwóch amerykańskich żołnierzy. |
| 23 lipca | 1      | 3           | Kirkuk                | Zdetonowana bomba wymierzona w patrol policyjny zabiła cywila. |
| 23 lipca | 0      | 6           | Bagdad                | Eksplozja bomby raniła sześciu cywili. |
| 25 lipca | 2      | 3           | Paktika               | Dwóch afgańskich żołnierzy zginęło, a trzech odniosło rany w wybuchu bomby.                                                                                               |
| 25 lipca | 0      | 4           | Kirkuk                | Eksplozja bomby raniła czterech policjantów. |
| 25 lipca | 5      | 21          | Faludża               | Wybuch samochodu-pułapki zabił pięć osób. |
| 25 lipca | 1      | 1           | Adhamiya              | Eksplozja ładunku wybuchowego w samochodzie zabił jedną osobę. |
| 26 lipca | 5      | 10          | Grozny                | Eksplozja ładunku wybuchowego w stolicy Czeczenii. |
| 27 lipca | 1      | 2           | Paktika               | Wybuch bomby zabił robotnika drogowego. |
| 27 lipca | 0      | 6           | Mosul                 | Eksplozja ładunku wybuchowego raniła sześciu irackich żołnierzy. |
| 27 lipca | 0      | 1           | Kirkuk                | Wybuch bomby ranił policjanta. |
| 27 lipca | 0      | 1           | Kirkuk                | Wybuch bomby ranił policjanta. |
| 27 lipca | 0      | 3           | Mosul                 | Wybuch bomby skierowany w policję ranił cywilów. |
| 28 lipca | 8      | 4           | Gereszk, Helmand      | W wyniku detonacji bomby przydrożnej, zginęło ośmiu ochroniarzy chroniących konwój.                                                                                       |
| 28 lipca | 1      | 2           | Khost                 | Cywil zginął w eksplozji, która nastąpiła w sklepie. |
| 28 lipca | 10     | 28          | Bagdad                | Eksplozje dwóch bomb; w wyniku pierwszej zginęło 8 osób, a 13 odniosło rany, a w drugiej w kawiarni zginęły 2 osoby, a 15 zostało rannych.                                |
| 29 lipca | 2      | 0           | Kandahar              | W wybuchu przydrożnej bomby zginęły dwie osoby. |
| 29 lipca | 0      | 64          | Burgos                | Wybuch samochodu-pułapki w mieście Burgos w północno-zachodniej Hiszpanii. Według władz hiszpańskich za zamachem stoi ETA.                                                |
| 30 lipca | 8      | 2           | Gereszk, Helmand      | W wybuchu dwóch ładunków wybuchowych zginęło czterech ochroniarzy oraz czterech żołnierzy afgańskich.                                                                     |
| 30 lipca | 2      | ?           | Majorka               | Eksplozja samochodu-pułapki na hiszpańskiej wyspie Majorka. Zginęły dwie osoby. Według władz hiszpańskich za zamachem stoi ETA.                                           |
| 31 lipca | 4      | 3           | Farah                 | W zasadzce talibów zginęło czterech afgańskich żołnierzy. |
| 31 lipca | 28     | 136         | Bagdad                | W eksplozji sześciu bomb zginęło 28 osób. |
| 31 lipca | 2      | 15          | Kirkuk                | Wybuch bomby umieszczonej w samochodzie, który był zaparkowany na targowisku, zabił dwie osoby.                                                                           |

## Sierpień
| Data        | Zabici | Ranni         | Lokalizacja            | Opis |
| ----------- | ------ | ------------- | ---------------------- | --- |
| 1 sierpnia  | 3      | 0             | Baghlan                | Pułapka-drogowa zabiła trzech policjantów. |
| 2 sierpnia  | 4      | 0             | Gereszk, Helmand       | W wybuchu bomby zginęło 4 afgańskich żołnierzy. |
| 3 sierpnia  | 12     | 26            | Herat                  | 12 osób zginęło w mieście Herat w wyniku wybuchu bomby. |
| 3 sierpnia  | 3      | 27            | Al-Hilla               | W wybuchu dwóch bomb w busach zginęły 3 osoby. |
| 3 sierpnia  | 1      | 3             | Mosul                  | Eksplozje dwóch bomb: w pierwszej zginął iracki żołnierz, a dwóch odniosło rany, w drugiej ranny został policjant. |
| 3 sierpnia  | 6      | 21            | Al-Hadisa              | W wyniku wybuchu bomby zamontowanej w samochodzie-pułapce, który zaparkował na zatłoczonym targowisku, zginęło 6 osób. |
| 3 sierpnia  | 0      | 6             | Iskandria              | Eksplozje dwóch bomb na targowisku raniły 6 osób. |
| 3 sierpnia  | 2      | 2             | Sangin, Helmand        | Ofiarami wybuchu bomby okazali się dwaj afgańscy żołnierze. |
| 3 sierpnia  | 1      | ?             | Ghazni                 | W eksplozji ładunku wybuchowego zginął cywil, a kilku innych odniosło rany. |
| 4 sierpnia  | 0      | 2             | Jurf al-Sakhar         | Podczas wybuchu bomby-pułapki zlokalizowanej nieopodal patrolu wojsk irackich, ranne zostały dwie osoby. |
| 4 sierpnia  | 0      | 2             | Mosul                  | Eksplozja bomby raniła dwóch irackich żołnierzy. |
| 5 sierpnia  | 21     | 0             | Garmser, Helmand       | Pod samochodem z gośćmi weselnymi wybuchła bomba. Zginęło 21 osób. |
| 5 sierpnia  | 1      | 2             | Ramadi                 | Eksplozja samochodu-pułapki zabiła kobietę i raniła dwóch policjantów. |
| 5 sierpnia  | 5      | 5             | Bagdad                 | Pięciu policjantów zginęło wskutek wybuchu bomby. |
| 5 sierpnia  | 1      | 0             | Beledweyne             | W wybuchu bomby w Beledweyne zginął cywil. |
| 6 sierpnia  | 5      | 30            | Kirkuk                 | Eksplozja samochodu-pułapki na zatłoczonym targowisku zabiła 5 osób. |
| 6 sierpnia  | 5      | 0             | Arghandab, Kandahar    | W wyniku wybuchu bomby zginęło. |
| 8 sierpnia  | 5      | 0             | Garmser, Helmand       | Pięciu afgańskich cywilów zginęło, kiedy ich samochód najechał na minę-pułapkę. |
| 9 sierpnia  | 0      | 0             | Majorka                | Eksplozja trzech niewielkich bomb na Majorce. |
| 9 sierpnia  | 1      | 0             | Gereszk, Helmand       | W wyniku wybuchu bomby zginął brytyjski żołnierz. |
| 11 sierpnia | 4      | 16            | Zhari, Kandahar        | Czterech cywilów zginęło, kiedy eksplozja bomby uszkodziła dwa pojazdy. |
| 12 sierpnia | 9      | 0             | Nahr Saraj, Helmand    | Dziewięciu cywilów zginęło w wyniku eksplozji bomby w dystrykcie Nahr Saraj. |
| 12 sierpnia | 3      | 0             | Kandahar               | W eksplozji miny zginęło trzech chłopców. |
| 13 sierpnia | 3      | 0             | Sangin, Helmand        | W incydencie w Sangin śmierć poniosło 3 brytyjskich żołnierzy. |
| 13 sierpnia | 21     | 32            | Mosul                  | Zdetonowana bomba w kawiarni zabiła 21 osób. |
| 14 sierpnia | 3      | 14            | Kabul                  | Samochód-pułapka, który wybuchł w koło patrolu amerykańskich żołnierzy zabił 3 osoby, a ranił 14. |
| 15 sierpnia | 0      | 3             | Kabul                  | Trzech funkcjonariuszy policji zostało rannych w wyniku wybuchu bomby. |
| 15 sierpnia | 7      | 100           | Kabul                  | Wskutek wybuchu przed kwaterą główną dowodzonych przez NATO sił ISAF, co najmniej 7 osób zginęły, a ok. 100 zostało rannych. |
| 15 sierpnia | 5      | 4             | Khawazakhela, Swat     | Zamachowiec-samobójca, który wysadził się w powietrze, zabił 5 pakistańskich żołnierzy. |
| 15 sierpnia | 2      | 6             | Bagdad                 | Detonacja dwóch bomb w różnych dzielnicach. |
| 16 sierpnia | 6      | 20            | Bagdad                 | Eksplozje trzech bomb. W wyniku dwóch wybuchów pod restauracją zginęło 6 osób. |
| 16 sierpnia | 3      | 0             | Sangin, Helmand        | Trzech brytyjskich żołnierzy zginęło po eksplozji miny-pułapki. |
| 17 sierpnia | 0      | 6             | Kirkuk                 | Wybuch bomby ranił 6 policjantów. |
| 17 sierpnia | 6      | 0             | Charssada, Swat        | Zamachowiec-samobójca, który prowadził samochód wysadził się w powietrze, zabijając 3 kobiety i dwoje dzieci. |
| 17 sierpnia | 20     | 138           | Nazrań, Inguszetia     | Eksplozja samochodu-pułapki zabiła 20 osób. |
| 18 sierpnia | 2      | 15            | Bagdad                 | Wybuch bomby pod szkołą. |
| 18 sierpnia | 2      | 5             | Mosul                  | Eksplozje 4 bomb: kierowca ciężarówki zginął w wyniku eksplozji drogowej pułapki; druga mina raniła irackiego żołnierza; kolejny ładunek wybuchowy zabił cywila; w momencie podkładania ostatniej bomby ranni zostali dwaj rebelianci i dwaj policjanci. |
| 18 sierpnia | 2      | 3             | Afganistan             | Wybuch przydrożnej pułapki zabił dwóch pracowników przy armii amerykańskiej. |
| 18 sierpnia | 4      | 0             | Badakhshab             | Wybuch bomby zabił 4 osoby w tym 3 pracowników komisji wyborczej. |
| 18 sierpnia | 7      | 52            | Kabul                  | Zamachowiec-samobójca zaatakował wojskowy konwój jadący główną trasą łączącą stolicę Afganistanu z Dżalalabadem. |
| 18 sierpnia | 3      | 2             | Oruzgan                | Zamachowiec-samobójca zaatakował punkt kontrolny armii, zabijając 3 żołnierzy. |
| 18 sierpnia | 2      | 0             | Helmand                | Dwóch pracowników armii amerykańskiej zginęło w wyniku eksplozji bomby. |
| 19 sierpnia | 4      | 0             | Paktika                | Czterech cywilów zginęło wskutek obrażeń odniesiony po wybuchu bomby. |
| 19 sierpnia | 1      | 0             | Kandahar               | Przywódca plemienny Kandaharu zginął, kiedy najechał samochodem na przydrożną bombę. |
| 19 sierpnia | 2      | 0             | Oruzgan                | Wybuch bomby zabił dwóch policjantów. |
| 19 sierpnia | 3      | 0             | Spin Boldak, Kandahar  | Eksplozja bomby zabiła 3 cywilów. |
| 19 sierpnia | 95     | 536           | Bagdad                 | W wyniku serii eksplozji sześciu bomb i ostrzału moździerzowego w Zielonej Strefie zginęło co najmniej 95 osób. |
| 20 sierpnia | 2      | 12            | Bagdad                 | Eksplozje dwóch bomb w Bagdadzie. |
| 20 sierpnia | 7      | 55            | Bagdad                 | Seria eksplozji bomb umieszczonych na motocyklach. |
| 20 sierpnia | +50    | kilkadziesiąt | Afganistan             | Podczas afgańskich wyborów prezydenckich w całym Afganistanie zanotowano ogółem 135 aktów terrorystycznych zginęło ponad 50 osób, a kilkadziesiąt zostało rannych.                                                                                       |
| 21 sierpnia | 4      | 1             | Mosul                  | Wybuch samochodu-pułapki zabił 4 żołnierzy. |
| 21 sierpnia | 2      | 20            | Bagdad                 | Wybuch samochodu-pułapki na targowisku warzywnym zabił dwie osoby. |
| 21 sierpnia | 4      | 0             | Grozny, Czeczenia      | Zamachowcy wysadzili się w powietrze podczas jazdy motocyklem. Zginęło 4 milicjantów. |
| 21 sierpnia | 6      | 0             | Helmand                | Eksplozja miny zabiła 6 cywilów. |
| 22 sierpnia | 6      | 0             | Baghlan                | W wyniku wybuch bomby zginęło 6 afgańskich policjantów. |
| 22 sierpnia | 0      | 2             | Bagdad                 | W wyniku detonacji ładunku wybuchowego ranne zostały dwie osoby. |
| 22 sierpnia | 0      | 1             | Kirkuk                 | Po eksplozji miny-pułapki ranny został były oficer armii irackiej. |
| 22 sierpnia | 3      | 0             | Mosul                  | Mina-pułapka zabiła trzy osoby. |
| 22 sierpnia | 0      | 1             | Kirkuk                 | Po eksplozji miny-pułapki ranny został były oficer armii irackiej. |
| 23 sierpnia | 0      | 11            | Taji                   | Bomba raniła 11 policjantów. |
| 23 sierpnia | 2      | 0             | Afganistan             | Dwóch estońskich żołnierzy zginęło wskutek wybuchu bomby na południu Afganistanu. |
| 24 sierpnia | 20     | 10            | Al-Kut                 | Eksplozje bomb umieszczonych w dwóch minibusach zabiły ok. 20 osób. |
| 24 sierpnia | 4      | 0             | Beledweyne             | Bomba zabiła 4 rządowych żołnierzy. |
| 24 sierpnia | 4      | 0             | Afganistan             | Czterech amerykańskich żołnierzy zginęło we wskutek wybuchu bomby na południu Afganistanu. |
| 25 sierpnia | 4      | 0             | Yousef Khil, Paktika   | Eksplozja bomby zabiła 4 pracowników budowlanych |
| 25 sierpnia | 43     | 65            | Kandahar               | W wyniku detonacji ładunków wybuchowych w samochodzie-pułapce zginęło 30 cywili. |
| 25 sierpnia | 0      | 8             | Bagdad                 | Wybuch bomby ranił 4 policjantów. W innej eksplozji rannych został 4 cywilów. |
| 25 sierpnia | 1      | 1             | Sammara                | Wybuch bomby zabił jednego policjanta inny odniósł rany. |
| 25 sierpnia | 6      | 1             | Mesker-Yurt, Czeczenia | W wyniku eksplozji bomby zginęło 4 milicjantów i dwóch cywilów. |
| 26 sierpnia | 0      | 5             | Bagdad                 | Samochód wyładowany ładunkami wybuchowymi, przejeżdżając obok patrolu policyjnego, wysadził się w powietrze, raniąc 5 osób, w tym dwóch policjantów. |
| 26 sierpnia | 0      | 17            | Bagdad                 | W wyniku wieczornych 3 kolejnych atakach bombowych rannych zostało 17 osób. |
| 26 sierpnia | 0      | 2             | Kirkuk                 | Eksplozja bomby raniła dwie osoby. |
| 26 sierpnia | 1      | 0             | Kunduz                 | Szef departamentu sprawiedliwości w północnej prowincji Kunduz zmarł wskutek eksplozji, gdy jego samochód najechał na przydrożną minę pułapkę. |
| 26 sierpnia | 1      | 2             | Mohammad Agha, Logar   | Wybuch bomby zabił afgańskiego żołnierza, a dwóch innych ranił. |
| 27 sierpnia | 1      | 5             | Taji                   | W wyniku eksplozji samochodu-pułapki na dworcu autobusowym zginęła jedna osoba. |
| 27 sierpnia | 22     | ?             | Chajber                | Zamachowiec-samobójca wysadził się w okolicach przejścia granicznego z Afganistanem na drodze w Przełęczy Chajberskiej. W wyniku ataku zginęło 22 strażników granicznych.                                                                                |
| 27 sierpnia | 1      | 1             | Dżudda                 | Książę Arabii Saudyjskiej Mohamed bin Najef został ranny w samobójczym zamachu. |
| 28 sierpnia | 1      | 0             | Afganistan             | Amerykański żołnierz zginął w zachodnim Afganistanie, gdy pod jego samochodem wybuchła bomba-pułapka. |
| 28 sierpnia | 1      | 11            | Kandahar               | Ofiarą wybuchu bomby był afgański policjant. |
| 28 sierpnia | 2      | 0             | Bagdad                 | Bomba zabiła dwóch amerykańskich żołnierzy. |
| 28 sierpnia | 1      | 1             | Mosul                  | Eksplozja ładunku wybuchowego zabiła cywila i raniła żołnierza. |
| 29 sierpnia | 2      | 21            | Shah Joy, Zabol        | Dwie osoby zginęły kiedy samochód-pułapka wysadził się koło żołnierzy NATO, którzy patrolowali targowisko. |
| 29 sierpnia | 3      | 0             | Al-Falludża            | Bomba zamontowana w samochodzie zabiła irackiego polityka i dwie inne osoby. |
| 29 sierpnia | 2      | 13            | Bagdad                 | Wybuch bomby na motocyklu w pobliżu kawiarni spowodował śmierć dwóch osób. |
| 29 sierpnia | 9      | 17            | Shirqat                | Co najmniej 9 osób zginęło wskutek eksplozji samochodu-pułapki pod posterunkiem policji. |
| 29 sierpnia | 2      | 4             | Muqdatija              | Dwóch policjantów zginęło przez wybuch bomby. |
| 30 sierpnia | 12     | ?             | Mingora                | 12 rekrutów zginęło, a kilku zostało rannych w samobójczym zamachu na posterunek policji, gdzie trwało szkolenie. |
| 30 sierpnia | 1      | 12            | Bagdad                 | Eksplozja samochodu-pułapki zabiła jedną osobę. |
| 30 sierpnia | 0      | 4             | Mosul                  | 3 policjantów odniosło obrażenia, gdy obok ich patrolu wybuchła bomba. W drugim wybuchu ranny został chłopczyk. |
| 31 sierpnia | 0      | 5             | Bagdad                 | Wybuch bomby ranił 5 cywili. |

## Wrzesień
| Data        | Zabici | Ranni       | Lokalizacja        | Opis |
| ----------- | ------ | ----------- | ------------------ | --- |
| 1 września  | 0      | 1           | Saloniki i Ateny   | W wyniku eksplozji furgonetki w Atenach ranna został kobieta. Do drugiego wybuchu budynkiem ministerstwa doszło w Salonikach, jednak tam nikt nie ucierpiał.                  |
| 2 września  | 0      | 2           | Bagdad             | Bomba umieszczona w samochodzie raniła dwóch cywili. |
| 2 września  | 1      | 1           | Kirkuk             | Eksplozja bomby zabiła irackiego żołnierza, a innego raniła. |
| 2 września  | 0      | 3           | Mosul              | Wybuchy dwóch bomb raniły dwóch irackich żołnierzy oraz cywila. |
| 2 września  | 0      | 4           | Bagdad             | 4 policjantów odniosło obrażenia po detonacji ładunku wybuchowego. |
| 2 września  | 23     | ?           | Mehtarlam, Laghman | W wyniku eksplozji samochodu-pułapki podczas ceremonii otwarcia nowego meczetu zginęły 23 osoby.                                                                              |
| 2 września  | 1      | 0           | Helmand            | Brytyjski żołnierz zginął w wyniku wybuchu miny-pułapki. |
| 2 września  | 0      | 5           | Ramadi             | Zamachowiec-samobójca jadący na motocyklu wysadził się w powietrze, raniąc 5 osób w tym 4 policjantów.                                                                        |
| 3 września  | 3      | 0           | Afganistan         | W eksplozjach bomb zginęli brytyjski żołnierz w prowincji Helmand oraz dwóch amerykańskich wojskowych.                                                                        |
| 3 września  | 0      | 20          | Bagdad             | Wybuch czterech bomb ranił 20 osób. |
| 3 września  | 4      | 24          | Mussayab           | 4 osoby zginęło przez wybuch bomby do którego doszło podczas ramadanu w szyickim sanktuarium.                                                                                 |
| 3 września  | 0      | 10          | Bagdad             | W wyniku dwóch eksplozji rannych zostało 10 osób. |
| 4 września  | 0      | 7           | Herat              | 7 osób odniosło rany po odpaleniu zdalnie sterowanej bomby umieszczonej na rowerze.                                                                                           |
| 4 września  | 1      | 5           | Giro, Ghazni       | Pod pojazdem Rosomak polskich żołnierzy eksplodowała mina-pułapka. Zginął plutonowy Marcin Poręba, a pięciu zostało rannych.                                                  |
| 4 września  | 3      | 0           | Delaram, Nimroz    | 3 ochroniarzy zginęło w eksplozji samochodu-pułapki. |
| 4 września  | 3      | 4           | Mosul              | W wyniku eksplozji miny zginęło trzech cywilów, a trzech innych zostało rannych. Kolejna eksplozja raniła policjanta.                                                         |
| 6 września  | 0      | 16          | Bagdad             | Eksplozje trzech bomb w Bagdadzie. |
| 6 września  | 3      | 3           | Afganistan         | W eksplozjach bomb zginęło dwóch żołnierzy: na zachodzie amerykański wojskowy, w prowincji Kapisa Francuz, a w prowincji Oruzgan holenderski, a także trzech zostało rannych. |
| 7 września  | 9      | 13          | Ramadi             | Zamachowiec-samobójca poruszający się samochodem wysadził się w powietrze, zabijając 9 osób.                                                                                  |
| 7 września  | 1      | 12          | Bagdad             | W wyniku eksplozji dwóch bomb, zginęła jedna osoba. W jednym z wybuchów rannych zostało dwóch irackich żołnierzy.                                                             |
| 7 września  | 10     | 39          | Bagdad             | W wyniku dwóch kolejnych wybuchów wieczorem w Bagdadzie, zginęło 10 osób. |
| 7 września  | 1      | 20          | Oruzgan            | Wybuch miny-pułapki zabił dziecko i ranił 20 osób. |
| 7 września  | 1      | 0           | Afganistan         | Na południu Afganistanu w wyniku wybuchu bomby zginął amerykański żołnierz.                                                                                                   |
| 8 września  | 3      | 0           | Irak               | Na północy Iraku doszło do eksplozji bomby-pułapki w wyniku której śmierć poniosło trzech amerykańskich żołnierzy.                                                            |
| 8 września  | 1      | 0           | Mosul              | Wybuch bomby zabił cywila. |
| 8 września  | 4      | 4           | Tuz Khurmato       | Wybuch miny-pułapki zabił 4 policjantów. |
| 8 września  | 1      | 0           | Amerli             | Lokalny szef policji zginął w wyniku wybuchu miny-pułapki. |
| 8 września  | 0      | 6           | Bagdad             | Eksplozje bomb raniły 6 osób w tym trzech irackich żołnierzy. |
| 8 września  | 2      | 6           | Kabul              | Zamachowiec-samobójca, jadąc samochodem, uderzył w konwój NATO i tym samym zabił dwóch cywilów, a sześciu ranił.                                                              |
| 9 września  | 8      | 0           | Kirkuk             | Wybuch samochodu-pułapki zabił 8 osób. |
| 9 września  | 0      | 4           | Bagdad             | Wybuch dwóch bomb ranił 4 osoby. |
| 10 września | 20     | 27          | Wardek k. Mosul    | Zamachowiec-samobójca, wysadzając się w powietrze, zabił 20 lokalnych mieszkańców.                                                                                            |
| 10 września | 4      | 29          | Mahmudiya          | Wybuch dwóch bomb na targowisku zabił cztery osoby. |
| 10 września | 0      | 8           | Bagdad             | 6 cywilów i 2 policjantów zostało rannych w wyniku wybuchu bomby. |
| 11 września | 14     | 0           | Oruzgan            | Wybuch bomby zabił 14 cywili. |
| 12 września | 4      | 0           | Bakuba             | Wybuch bomby w samochodzie zabił dwie kobiety i dwoje dzieci. |
| 12 września | 4      | 18          | Bagdad             | Eksplozje trzech bomb w łącznym bilansie zabiły cztery osoby. |
| 12 września | 5      | 0           | Afganistan         | Na zachodnie Afganistanu wybuch bomby zabił trzech, a na wschodzie dwóch amerykańskich żołnierzy.                                                                             |
| 13 września | 2      | 12          | Muqdadiya          | Dwie osoby zginęły kiedy samochód-pułapka wyleciał w powietrze na targowisku.                                                                                                 |
| 13 września | 0      | 3           | Saadiya            | Wybuch miny-pułapki ranił trzech irackich żołnierzy. |
| 13 września | 1      | 6           | Kirkuk             | Eksplozje dwóch ładunków wybuchowych: w pierwszej eksplozji pojazdu zginął wojskowy oficer i ranny został cywil, natomiast w drugim wybuchu obrażenia odniosło 5 policjantów. |
| 13 września | 0      | 3           | Bajaur             | Bomba przydrożna raniła trzech pakistańskich żołnierzy. |
| 13 września | 0      | 0           | Mingora –          | Yamachowiec-samobójca, jadąc samochodem, zdetonował bombę, przejeżdżając obok sił bezpieczeństwa.                                                                             |
| 13 września | 3      | 4           | Chajber            | Wybuch bomby pod przejeżdżającym patrolem pakistańskich sił bezpieczeństwa zabił 3 żołnierzy.                                                                                 |
| 14 września | 3      | 3           | Bakuba             | W wyniku eksplozji samochodu-pułapki zginęło trzech policjantów, a trzech cywili zostało rannych.                                                                             |
| 14 września | 2      | 8           | Mosul              | Policjant oraz kobieta zginęli w dwóch osobnych incydentach terrorystycznych.                                                                                                 |
| 15 września | 0      | 3           | Falluja            | Przydrożna bomba raniła trzy osoby. |
| 16 września | 3      | 0           | Afganistan         | Wybuch bomby na południu kraju spowodował śmierć trzech amerykańskich żołnierzy.                                                                                              |
| 17 września | 3      | 3           | Tal Afar           | Zamachowiec-samobójca jadący ciężarówką wysadził się w powietrze, zabijając trzech cywilów.                                                                                   |
| 17 września | 0      | 4           | Zammar             | Wybuch bomby ranił cztery osoby w tym dwóch członków kurdyjskich sił bezpieczeństwa.                                                                                          |
| 17 września | 2      | 1           | Tuz Khurmato –     | Zdetonowana mina-pułapka zabiła dwóch kurdyjskich żołnierzy sił bezpieczeństwa.                                                                                               |
| 17 września | 0      | 2           | Mosul              | Przydrożna bomba zraniła dwie osoby w tym irackiego żołnierza. |
| 17 września | 16     | kilkanaście | Kabul              | Zamachowiec-samobójca wysadził się niedaleko patrolu wojsk ISAF, zabijając 16 osób w tym 6 włoskich żołnierzy.                                                                |
| 18 września | 7      | 21          | Mahmudiya          | Eksplozja na zatłoczonym targowisku zabiła 7 osób. |
| 19 września | 1      | 2           | Mosul              | Wybuch miny zabił pięcioletnie dziecko. |
| 20 września | 4      | 0           | Iskandria          | W wyniku wybuchu dwóch bomb zginęły cztery osoby. |
| 23 września | 4      | 2           | Gereszk, Helmand   | Wybuch bomby spowodował śmierć czterech afgańskich żołnierzy. |
| 23 września | 4      | 1           | Mosul              | W pierwszej eksplozji przydrożnej bomby zginęło trzech irackich żołnierzy, natomiast w drugim wybuchu zginął policjant, a inny odniósł rany.                                  |
| 24 września | 0      | 7           | Farah              | Siedem osób odniosło obrażenie w wyniku eksplozji bomby. |
| 25 września | 11     | 0           | Mosul              | W wyniku wybuchu bomby zginęło 11 irackich żołnierzy. |
| 25 września | 0      | 4           | Bagdad             | Czterech cywilów ucierpiało w dwóch wybuchach bomb. |
| 26 września | 10     | 80          | Peszawar           | Eksplozja samochodu-pułapki na zatłoczonej ulicy. |
| 26 września | 6      | 70          | Bannu              | Wybuch ciężarówki-pułapki ulicy. |
| 27 września | 5      | 0           | Farah              | Wybuch miny-pułapki zabił pięciu cywili. |
| 27 września | 5      | 0           | Afganistan         | Na południu Afganistanu zginęło dwóch kolejnych amerykańskich żołnierzy we wskutek wybuchu bomby.                                                                             |
| 28 września | 6      | 0           | Kunar              | Wybuch miny-pułapki zabił sześciu cywili. |
| 28 września | 5      | 0           | Bannu              | Wybuch bomby zabił czterech cywili i członka randy plemiennej. |
| 30 września | 1      | 0           | Chost              | Zamachowiec-samobójca, wysadzając się w powietrze, zabił amerykańskiego żołnierza.                                                                                            |

## Październik
| Data               | Zabici | Ranni     | Lokalizacja                    | Opis |
| ------------------ | ------ | --------- | ------------------------------ | --- |
| 1 października     | 0      | 4         | Chajber                        | Eksplozja samochodu-pułapki raniła czterech żołnierzy Straży Ochrony Pogranicza. |
| 2 października     | 4      | 0         | Bajaur                         | Eksplozja bomby umieszczonej na motocyklu zabiła cztery osoby w tym dwoje dzieci. |
| 2 października     | 0      | 5         | Miranshah, Waziristan Północny | Wybuch bomby na zatłoczonym targowisku ranił pięć osób. |
| 8 października     | 17     | 76        | Kabul                          | W zamachu samobójczym przed indyjską ambasadą zginęło 17 osób. Wśród ofiar są cywile i jeden policjant. |
| 8 października     | 0      | 3         | Mosul                          | Trzech irackich żołnierzy zostało rannych gdy ich pojazd najechał na minę-pułapkę. |
| 9 października     | 41     | ponad 100 | Peszawar                       | Eksplozja samochodu-pułapki, w którym została umieszczona bomba. Do wybuchu doszło po tym, jak pojazd uderzył w autobus, pod budynkiem parlamentu Północno-Zachodniej Prowincji Granicznej. |
| 9 października     | 1      | 2         | Falluja                        | Eksplozja samochodu-pułapki zabiła sunnickiego immama. |
| 9 października     | 6      | 8         | Paktia                         | Wybuch samochodu-pułapki zabił sześciu ochroniarzy jednej z firm. |
| 10–11 października | 23     | 0         | Rawalpindi                     | Zakrojony atak talibów na kwaterę główną pakistańskiej policji w Rawalpindi. 10 napastników wzięło zakładników. W akcji odbijania zakładników i wymianie ognia zginęło 12 pakistańskich żołnierzy, dwóch zakładników i 9 terrorystów. |
| 11 października    | 16     | 112       | Ramadi                         | W wyniku trzech wybuchów bomb zginęło 16 osób. |
| 11 października    | 2      | 8         | Muhmadija                      | Zamach terrorystyczny na targowisku kosztował życie dwóch osób. |
| 11 października    | 0      | 11        | Tirkit                         | Sześciu policjantów oraz pięciu cywili zostało rannych wskutek wybuchu bomby-pułapki. |
| 11 października    | 1      | 2         | Mosul                          | W wyniku wybuchu miny-pułapki zginął cywil. |
| 12 października    | 0      | 4         | Bagdad                         | W incydencie terrorystycznym ranne zostały cztery osoby, wśród nich był policjant. |
| 12 października    | 41     | 45        | Shangla                        | W wyniku zamachu samobójczego zginęło 41 osób. |
| 13 października    | 6      | 10        | Buhriz                         | Wybuch samochodu-pułapki pod kawiarnią zabił sześć osób. |
| 13 października    | 2      | 4         | Kirkuk                         | Eksplozja bomby spowodowała śmierć 2 irackich żołnierzy. |
| 13 października    | 0      | 2         | Mosul                          | Dwóch irackich policjantów zostało rannych we wskutek wybuchu bomby. |
| 14 października    | 3      | 20        | Kerbala                        | Trzy eksplozje zabiły trzy osoby. |
| 14 października    | 0      | 5         | Bagdad                         | W wyniku dwóch eksplozji rannych zostało pięć osób w tym immam. |
| 14 października    | 2      | 6         | Zabol                          | W wyniku wybuchu bomby zginęło dwóch irackich żołnierzy. |
| 15 października    | 38     | 20        | Lahore                         | W wyniku ataku talibów zginęło 38 osób. |
| 15 października    | 11     | ?         | Kohat                          | W wybuchu samochodu-pułapki zginęło 11 osób. |
| 15 października    | 0      | 0         | Peszawar                       | Wybuch w Peszawarze nie spowodował ofiar. |
| 15 października    | 1      | 5         | Mosul                          | W wyniku wybuchu bomby zginął policjant. |
| 15 października    | 1      | 2         | Bagdad                         | Iracki żołnierz zginął we wskutek odniesionych ran po wybuchu bomby. |
| 15 października    | 0      | 4         | Kirkuk                         | Wybuch bomby ranił czterech policjantów. |
| 16 października    | 12     | 15        | Peszawar                       | W wyniku ataku zamachowca-samobójcy zginęło 12 osób. Ostatni z ataków talibów, które miały zniechęcić rząd pakistański od podjęcia ofensywy w Południowym Waziristanie. Operacja rozpoczęła się jednak 17 października. |
| 16 października    | 15     | 90        | Tal Afar                       | Zamachowiec-samobójca, wysadzając się w meczecie, zabił 15 osób. |
| 16 października    | 2      | 4         | Mosul                          | W wyniku dwóch eksplozji bomb zginęły dwie osoby, w tym iracki żołnierz. |
| 16 października    | 9      | 33        | Mosul                          | Zamachowiec-samobójca, atakując pod sunnickim meczetem, zabił dziewięć osób. |
| 16 października    | 2      | 0         | Wardak                         | Wybuch bomby spowodował śmierć dwóch żołnierzy USA. |
| 16 października    | 1      | 0         | Kandahar                       | Żołnierz USA zginął w zamachu terrorystycznym. |
| 16 października    | 9      | 33        | Mosul                          | Zamachowiec-samobójca, atakując pod sunnickim meczetem, zabił 9 osób. |
| 17 października    | 0      | 2         | Bagdad                         | Wybuch samochodu-pułapki pod Ministerstwem Spraw Wewnętrznych ranił cywili oraz oficera. |
| 17 października    | 4      | 10        | Falluja                        | Zamach terrorystyczny skierowany w iracki patrol wojskowy, spowodował śmierć czterech irackich żołnierzy. |
| 17 października    | 2      | 2         | Hawija                         | Wybuch bomby zabił dwóch rebeliantów i ranił dwóch cywili. |
| 17 października    | 1      | 2         | Mosul                          | Iracki policjant biorący udział w patrolu, zginął gdy eksplodowała przydrożna bomba. |
| 18 października    | 43     | 150       | Sabaz                          | Zamach terrorystyczny skierowany w irańską Gwardię Rewolucyjną, dziełem sunnickiego ugrupowania Jundallah. |
| 18 października    | 9      | 37        | Bagdad                         | Pięć eksplozji ładunków wybuchowych: wybuch samochodu-pułapki zabił pięć osób, natomiast w drugiej eksplozji motocykla w dzielnicy Adhamiya, zginęły trzy kolejne osoby. Dwie osoby odniosły rany w dzielnicy Zaafaraniya, w dzielnicy Karrada w powietrze wyleciał kolejny samochód-pułapka co spowodowała śmierć jednej osoby. Ostatni wybuch miał miejsce w dzielnicy Bayaa, gdzie obrażenia doniosły trzy osoby. |
| 18 października    | 2      | 8         | Hasawa                         | Dwie osoby zginęły we wskutek wybuchu bomby przydrożnej. |
| 18 października    | 0      | 5         | Mosul                          | Wybuch samochodu-pułapki ranił trzy osoby, z kolei kolejna bomba dwóch pracowników budowlanych. |
| 20 października    | 6      | 20        | Islamabad                      | Zamachowiec-samobójca wysadził się pod Islamskim Uniwersytetem, zabijając sześć osób, a dwadzieścia raniąc. |
| 20 października    | 1      | 0         | Afganistan                     | W wyniku wybuchu miny-pułapki na południu Afganistanu zginął amerykański żołnierz. |
| 20 października    | 1      | 2         | Mosul                          | Wybuch miny lądowej w okolicach Mosulu, zabił amerykańskiego żołnierza, natomiast dwóch zostało rannych. |
| 20 października    | 0      | 14        | Bagdad                         | W eksplozjach pięciu ładunków wybuchowych łącznie obrażenia odniosło 14 osób. |
| 21 października    | 1      | 1         | Kirkuk                         | Wybuch miny lądowej w okolicach Mosulu, zabił amerykańskiego żołnierza, natomiast dwóch zostało rannych. |
| 21 października    | 0      | 6         | Iskandria                      | Wybuch bomby na targowisku |
| 22 października    | 1      | 3         | Mosul                          | Jedna osoba zginęła we wskutek wybuchu bomby. |
| 23 października    | 1      | 0         | Helmand                        | W wyniku wybuchu miny-pułapki zginął amerykański żołnierz. |
| 23 października    | 1      | 0         | Baaj                           | W wyniku wybuchu bomby zginął iracki żołnierz. |
| 23 października    | 6      | 0         | Kamara                         | Zamachowiec-samobójca wysadził się bowiem w powietrze przed bramą wjazdową do Pakistańskiego Kompleksu Aeronautycznego. |
| 23 października    | 15     | 0         | Ghalnai                        | Minibus z gośćmi weselnymi najechał na minę-pułapkę. W wyniku eksplozji śmierć poniosło 15 osób w tym dzieci i kobiety. |
| 23 października    | 0      | 15        | Peszawar                       | Do ataku za pomocą samochodu-pułapki doszło przed jedną z restauracji w ekskluzywnej dzielnicy miasta, w wyniku którego obrażenia poniosło 15 osób. |
| 24 października    | 1      | 2         | Tirkit                         | Zamachowiec-samobójca zabił ochroniarza lokalu, do którego usiłował wtargnąć. |
| 24 października    | 0      | 2         | Bagdad                         | Dwie osoby odniosły obrażenia w następstwie wybuchu samochodu-pułapki |
| 24 października    | 1      | 0         | Peszawar-Islamabad             | Na autostradzie z Peszawaru do stolicy Pakistanu w punkcie kontrolnym o 19:12 czasu lokalnego, zamachowiec jadący samochodem, uruchomił ładunki wybuchowe w wyniku czego zginął funkcjonariusz policji. |
| 24 października    | 1      | 0         | Afganistan                     | W wyniku wybuchu miny-pułapki na południu Afganistanu zginął amerykański żołnierz. |
| 25 października    | 155    | 500       | Bagdad                         | Eksplozje dwóch samochodów-pułapek spowodowały śmierć co najmniej 132 osób. Najkrwawszy zamach terrorystyczny w 2009 roku. |
| 26 października    | 3      | 8         | Kerbala                        | Wybuch bomby podłożonej w busie, zabił trzy osoby. |
| 28 października    | 3      | 4         | Bagdad                         | Wybuch bomby podłożonej w busie, zabił trzy kobiety. |
| 28 października    | 117    | 213       | Peszawar                       | Wybuch samochodu-pułapki na zatłoczonym bazarze. |
| 29 października    | 4      | 6         | Mosul                          | Eksplozja samochodu-pułapki zabiła trzy osoby, natomiast wybuch miny zabił trzech irackich żołnierzy. |
| 29 października    | 4      | 6         | Bagdad                         | Wybuch bomby ranił trzech pracowników Ministerstwa Edukacji. |
| 31 października    | 0      | 4         | Mosul                          | Bomba drogowa zraniła trzech żołnierzy oraz kobietę. |

## Listopad
| Data         | Zabici | Ranni       | Lokalizacja        | Opis |
| ------------ | ------ | ----------- | ------------------ | --- |
| 1 listopada  | 3      | 15          | Kerbala            | Wybuch busa w pobliżu patrolu policyjnego zabił trzy osoby. |
| 1 listopada  | 5      | 37          | Mussayab           | Eksplozja motocykla zabiła pięć osób. |
| 1 listopada  | 2      | 4           | Ramadi             | Wybuchy spowodowane przez samochód-pułapkę oraz zamachowca-samobójcę, który odpalił ładunki wybuchowe, spowodowały śmierć dwóch osób.                                                             |
| 2 listopada  | 0      | 1           | Kirkuk             | Wskutek wybuchu bomby drogowej, ranny został jeden cywil. |
| 3 listopada  | 1      | 4           | Mosul              | Wybuch bomby zabił cywila. |
| 4 listopada  | 1      | 24          | Bagdad             | Eksplozje dziewięciu bomb, w tym pięć w bazie USA. |
| 5 listopada  | 1      | 3           | Ramadi             | Dwie eksplozje w krótkim odstępie czasowym. |
| 5 listopada  | 0      | 15          | Al-Hilla           | Eksplozja bomby w kawiarni. |
| 5 listopada  | 1      | 3           | Mosul              | Oficer policji zginął w wyniku eksplozji miny-pułapki na którą najechał samochodem. |
| 5 listopada  | 2      | 0           | –                  | Wybuch bomby na południu Afganistanu zabił dwóch amerykańskich żołnierzy żołnierza. |
| 6 listopada  | 1      | 0           | Helmand            | Wybuch miny-pułapki zabił brytyjskiego żołnierza. |
| 7 listopada  | 1      | 6           | Mosul              | Wybuch miny-pułapki zabił policjanta. |
| 7 listopada  | 3      | 0           | Gereszk, Helmand   | Trzech afgańskich żołnierzy zginęło w wyniku wybuchu miny-pułapki. |
| 8 listopada  | 1      | 0           | Sangin, Helmand    | Brytyjski żołnierz zginął w wyniku eksplozji bomby. |
| 8 listopada  | 12     | 36          | Adazai             | W wyniku wybuchu bomby zginęło 12 osób a 36 zostało rannych. Celem ataku terrorystycznego był burmistrz miasta Abdul Malik, który nie przeżył zamachu.                                            |
| 9 listopada  | 3      | 0           | Peszawar           | W wyniku ataku terrorystycznego życie straciły trzy osoby. |
| 10 listopada | 24     | 102         | Charsadda          | Do eksplozji samochodu-pułapki doszło na zatłoczonym targowisku w wyniku czego zginęły 24 osoby, a 102 odniosły obrażenia.                                                                        |
| 10 listopada | 1      | 0           | Helmand            | Wskutek eksplozji bomby drogowej zginął amerykański żołnierz. |
| 11 listopada | 0      | 1           | Mosul              | Policjant odniósł obrażenia w wyniku wybuchu przydrożnej bomby. |
| 11 listopada | 0      | 2           | Kirkuk             | Wybuch samochodu-pułapki ranił dwie osoby. |
| 12 listopada | 47     | 103         | Bagdad             | Łącznie w siedmiu wybuchach bomb w różnych dzielnicach zginęło 47 osób. Najpoważniejszy zamach spowodował terrorysta, który wysadził się w budynku rekrutacji policjantów, gdzie zginęło 35 osób. |
| 13 listopada | 0      | 7           | Bagdad             | Wybuch dwóch bomb drogowych. |
| 13 listopada | 17     | 85          | Peszawar           | Zamachowiec jadący samochodem, wysadził go w powietrze, w momencie kiedy próbowały go zatrzymać służby porządkowe.                                                                                |
| 13 listopada | 8      | 25          | Bannu              | W wyniku zamachu terrorystycznego zginęło 8 policjantów, a 25 odniosło rany. |
| 13 listopada | 1      | 0           | Wardak             | Wskutek eksplozji bomby drogowej zginął amerykański żołnierz. |
| 13 listopada | 1      | 0           | Helmand            | Wskutek eksplozji bomby drogowej zginął amerykański żołnierz. |
| 14 listopada | 10     | 25          | Peszawar           | Zamachowiec-samobójca wysadził w powietrze samochód, którym jechał. |
| 14 listopada | 0      | 3           | Garma              | Trzech irackich żołnierzy odniosło rany po wybuchu bomby. |
| 15 listopada | 1      | 8           | Mosul              | W wyniku pierwszej eksplozji rannych zostało trzech irackich żołnierzy, natomiast w drugim wybuchu zginęło dziecko.                                                                               |
| 16 listopada | 6      | 6           | Kirkuk             | Wybuch samochodu-pułapki na zatłoczonym targowisku. |
| 16 listopada | 2      | 6           | Bagdad             | Eksplozja samochodu zaparkowanego koło punktu kontrolnego armii irackiej. Zabici to iraccy wojskowi.                                                                                              |
| 16 listopada | 1      | 3           | Mosul              | Trzy wybuchy bomb drogowych. |
| 16 listopada | 4      | 31          | Peszawar           | W zamachu zginęły 4 osoby, a 31 zostało rannych, kiedy zamachowiec-samobójca wysadził się w powietrze w pobliżu posterunku policji.                                                               |
| 16 listopada | 3      | 0           | Kandahar           | Trzech rebeliantów zginęło, którzy zamierzali podłożyć bombę wskutek jej wybuchu. |
| 17 listopada | 0      | 2           | Kirkuk             | Wybuch bomby w sklepie monopolowym zranił dwóch cywilów. |
| 17 listopada | 0      | 5           | Al-Falludża        | Wybuchy dwóch min-pułapek. |
| 17 listopada | 2      | 6           | Bagdad             | Wybuch bomby zabił dwie osoby. |
| 18 listopada | 0      | 2           | Garma              | Wybuch bomby ranił dwóch policjantów. |
| 18 listopada | 0      | 1           | Al-Falludża        | Eksplozja bomby umieszczonej na motocyklu raniła motocykla. |
| 19 listopada | 18     | kilkanaście | Peszawar           | W powietrze wyleciał samochód-pułapka w wyniku czego zginęło 18 osób. |
| 19 listopada | 2      | 0           | Zabol              | W wyniku eksplozji samochodu-pułapki zginęło dwóch amerykańskich wojskowych. |
| 20 listopada | 0      | 1           | Mosul              | Policjant został ranny wskutek eksplozji bomby. |
| 20 listopada | 0      | 9           | Bagdad             | Wybuch bomby w popularnej restauracji. |
| 22 listopada | 0      | 2           | Mosul              | Dwóch rannych irackich żołnierzy po wybuchu bomby. |
| 22 listopada | 7      | 22          | Nalbari            | Podwójna eksplozja nieopodal posterunku policji. O zorganizowanie zamachów rząd podejrzewał się bojowników ULFA.                                                                                  |
| 23 listopada | 0      | 11          | Bagdad             | W sześciu eksplozjach ładunków wybuchowych łącznie rannych zostało 11 osób. |
| 23 listopada | 3      | 2           | Musa Qala, Helmand | Trzech afgańskich żołnierzy poniosło śmierć wskutek wybuchu bomby-pułapki. |
| 25 listopada | 1      | 5           | Kerbala            | Mężczyzna zginął w wyniku wybuchu bomby drogowej. |
| 26 listopada | 1      | 10          | Jusufija           | Eksplozja samochodu-pułapki zaparkowanej w pobliżu przystanku autobusowego. |
| 27 listopada | 27     | 95          | Bołogoje           | Katastrofa kolejowa Newskiego Ekspresu (2009) |

## Grudzień
| Data       | Zabici | Ranni         | Lokalizacja                             | Opis |
| ---------- | ------ | ------------- | --------------------------------------- | --- |
| 2 grudnia  | 0      | 4             | Islamabad                               | Cztery osoby zostały ranne, kiedy zamachowiec-samobójca wysadził się nieopodal siedziby marynarki wojennej Pakistanu. |
| 3 grudnia  | 25     | 60            | Mogadiszu                               | Zamach bombowy w stołecznym hotelu Shamboo. W ataku terrorystycznym zginęło 25 osób w tym ministrowie edukacji Ahmed Abdulahi Waayeel, zdrowia Qamar Aden Ali, szkolnictwa wyższego Ibrahim Hassan Addow. 60 osób zostało rannych w tym minister sportu Saleban Olad Roble.                                                                      |
| 4 grudnia  | 39     | 80            | Rawalpindi                              | W garnizonowym mieście doszło do wybuchu bomby w meczecie w pobliżu kwatery głównej pakistańskiej armii. Zginęło co najmniej 39 osób. |
| 7 grudnia  | 49     | 150           | Lahore                                  | W podwójnym zamachu bombowym na zatłoczonym targowisku, zginęło 49 osób, a 150 odniosło rany. |
| 7 grudnia  | 10     | 44            | Peszawar                                | Dziesięć osób zginęło, a 44 zostało rannych w zamachu samobójczym. |
| 8 grudnia  | 12     | 18            | Multana                                 | W terrorystycznym zamachu w Multanie zginęło 12 osób, a ponad 18 odniosło obrażenia. |
| 8 grudnia  | 128    | ok. 500       | Bagdad                                  | W irackiej stolicy w różnych dzielnicach niemal równocześnie doszło do eksplozji 5 samochodów-pułapek, w wyniku czego zginęło 128 osób. |
| 10 grudnia | 4      | 17            | Guwahati, Asam                          | Wybuch bomby na targowisku zabił cztery osoby. |
| 15 grudnia | 4      | 15            | Bagdad                                  | W irackiej stolicy w powietrze wyleciały trzy pojazdy. Pierwszy z wybuchów miał miejsce na parkingu w pobliżu irańskiej ambasady, druga eksplozja wydarzyła się nieopodal ministerstwa finansów, natomiast ostatnia blisko popularnej restauracji. Policja podała, iż w wyniku ataków terrorystów zginęły cztery osoby, a 15 odniosło obrażenia. |
| 15 grudnia | 11     | 80            | Mosul                                   | Wybuchy samochodów-pułapek pod kościołami spowodowały śmierć 11 osób. |
| 15 grudnia | 8      | 44            | Kabul                                   | Eksplozja samochodu-pułapki pod hotelem popularnym wśród cudzoziemców. Eksplozja spowodowała co najmniej osiem ofiar. |
| 15 grudnia | 2      | 2             | Sangin, Helmand                         | Zamachowiec-samobójca jadący na motocyklu, odpalił ładunek wybuchowy, kiedy znalazł się w pobliżu patrolu wojsk. W wyniku ataku śmierć poniosło dwóch brytyjskich wojskowych, natomiast rany odniosło dwóch afgańskich żołnierzy. |
| 15 grudnia | 22     | 70            | Dera Ghazni Khan                        | Co najmniej 22 osoby zginęły, a 70 odniosło rany w wybuchu samochodu-pułapki na targowisku. |
| 18 grudnia | 8      | 13            | Phapun                                  | Wybuch bomby pod szkołą. Birmańska junta przypisała atak separatystom z Karenu. |
| 18 grudnia | 10     | 28            | Dolny Dir                               | Eksplozja samochodu obok meczetu. |
| 22 grudnia | 3      | 17            | Peszawar                                | Zamachowiec-samobójca, wysadzając się w powietrze, zabił trzy osoby. |
| 24 grudnia | 13     | 70            | Al-Hilla                                | Wybuch bomby niedaleko dworca autobusowego. |
| 24 grudnia | 2      | 5             | Mosul                                   | Zamach na kościół prawosławny. |
| 24 grudnia | 13     | 40            | Bagdad                                  | Potrójny zamach bombowy zabił 13 osób. |
| 24 grudnia | 8      | kilkanaście   | Kandahar                                | W wyniku eksplozji samochodu-pułapki zginęło ośmiu cywilów. |
| 25 grudnia | 0      | 3             | Stany Zjednoczone (przestrzeń lotnicza) | Nigeryjczyk Umar Farouk Abdulmutallab próbował zdetonować bombę na pokładzie samolotu lecącego z Amsterdamu do Detroit. Próba zakończyła się niepowodzeniem, ranny został zamachowca i dwóch pasażerów. Zamachowiec szkolony był w Jemenie, dlatego rząd tamtego kraju, wypowiedział 14 stycznia 2010 wojnę Al-Ka’idzie.                         |
| 26 grudnia | 2      | 13            | Bagdad                                  | Przydrożna bomba zabiła dwóch pielgrzymów, którzy przybyli do irackiej stolicy na Święto Aszury. |
| 26 grudnia | 0      | 4             | Tuz Khurmato                            | Policjant oraz trzech cywili rannych w wyniku wybuchu bomby. |
| 26 grudnia | 2      | 0             | Bejrut                                  | Eksplozja trzech ładunków wybuchowych umieszczonych pod samochodem domniemanego członka radykalnego palestyńskiego ruchu Hamas. |
| 27 grudnia | 1      | 2             | Bagdad                                  | Wybuch bomby w minibusie. |
| 27 grudnia | 0      | 5             | Kirkuk                                  | Eksplozja bomby-pułapki zraniła pięciu policjantów. |
| 27 grudnia | 4      | 28            | Tuz Khurmato                            | Czterech pielgrzymów zmierzających na Święto Aszury zginęło wskutek wybuchu bomby drogowej. |
| 28 grudnia | 0      | 0             | Ateny                                   | Wybuch bomby spowodował częściowe zniszczenie budynków i samochodów. Nikt nie przyznał się do zorganizowania zamachu. |
| 28 grudnia | 20     | kilkadziesiąt | Karaczi                                 | Wybuch bomby podczas szyickiej procesji w czasie obchodów święta Aszury. |